# Église Saint-Barthélemy de Villeneuve-sur-Verberie
L'église Saint-Barthélemy est une église catholique paroissiale située à Villeneuve-sur-Verberie, dans l'Oise, en France. C'est un édifice de la première période gothique des années 1160 / 1180, qui ressent encore largement l'influence de l'architecture romane, à l'exception des deux remarquables portails et de l'étage de beffroi du clocher, qui est de dimensions importantes. Les portails sont inspirés de la collégiale Saint-Frambourg de Senlis, et le clocher, de la cathédrale de Senlis. Depuis l'adjonction d'une chapelle au nord de la première travée du chœur au XIIIe siècle et d'un bas-côté au nord de la nef vers la fin du XVe siècle, le plan de l'église est devenu dissymétrique. L'intérieur de la nef a profondément changé d'aspect avec le voûtement d'ogives à la même époque. Le chœur n'a en revanche que peu évolué depuis sa construction, et demeure la partie la plus intéressante de l'église. Il se caractérise par des voûtes de belle facture, dont la deuxième présente des ogives sculptées de fleurettes, et surtout par des chapiteaux d'un sculpture originale et très fouillée. Deux parmi eux sont historiés et peuvent être qualifiés d'exceptionnels sur le plan du département. En reconnaissance de sa valeur, l'église Saint-Barthélemy a été classée monument historique par arrêté du 9 mars 1921, et est aujourd'hui affiliée à la paroisse Saint-Rieul de Senlis. Les messes dominicales y sont célébrées le samedi précédant le quatrième dimanche du mois, un mois sur trois, à 18 h 30.

## Localisation
L'église Saint-Barthélemy se situe en France, en région Hauts-de-France et dans le département de l'Oise, dans le Parc naturel régional Oise-Pays de France, près de la lisière est de la forêt d'Halatte et non loin de la vallée de l'Oise, dans la commune de Villeneuve-sur-Verberie, rue des Flandres (RD 932a). L'église est bâtie un peu en retrait par rapport à la route, mais parallèlement à celle-ci. La façade donne sur une rue perpendiculaire, la rue d'Halatte, mais est déjà comprise dans l'enclos du cimetière, qui s'étend notamment au nord de l'édifice. Un étroit lopin de terre faisant partie du cimetière sépare le chevet du mur de clôture de la mairie et de l'école, qui se situent à l'est de l'église. De cette manière, la façade et le chevet son mal mis en valeur, et ne peuvent s'apprécier dans leur intégralité, mais les élévations latérales sont en revanche bien dégagées et bien visibles.

## Historique

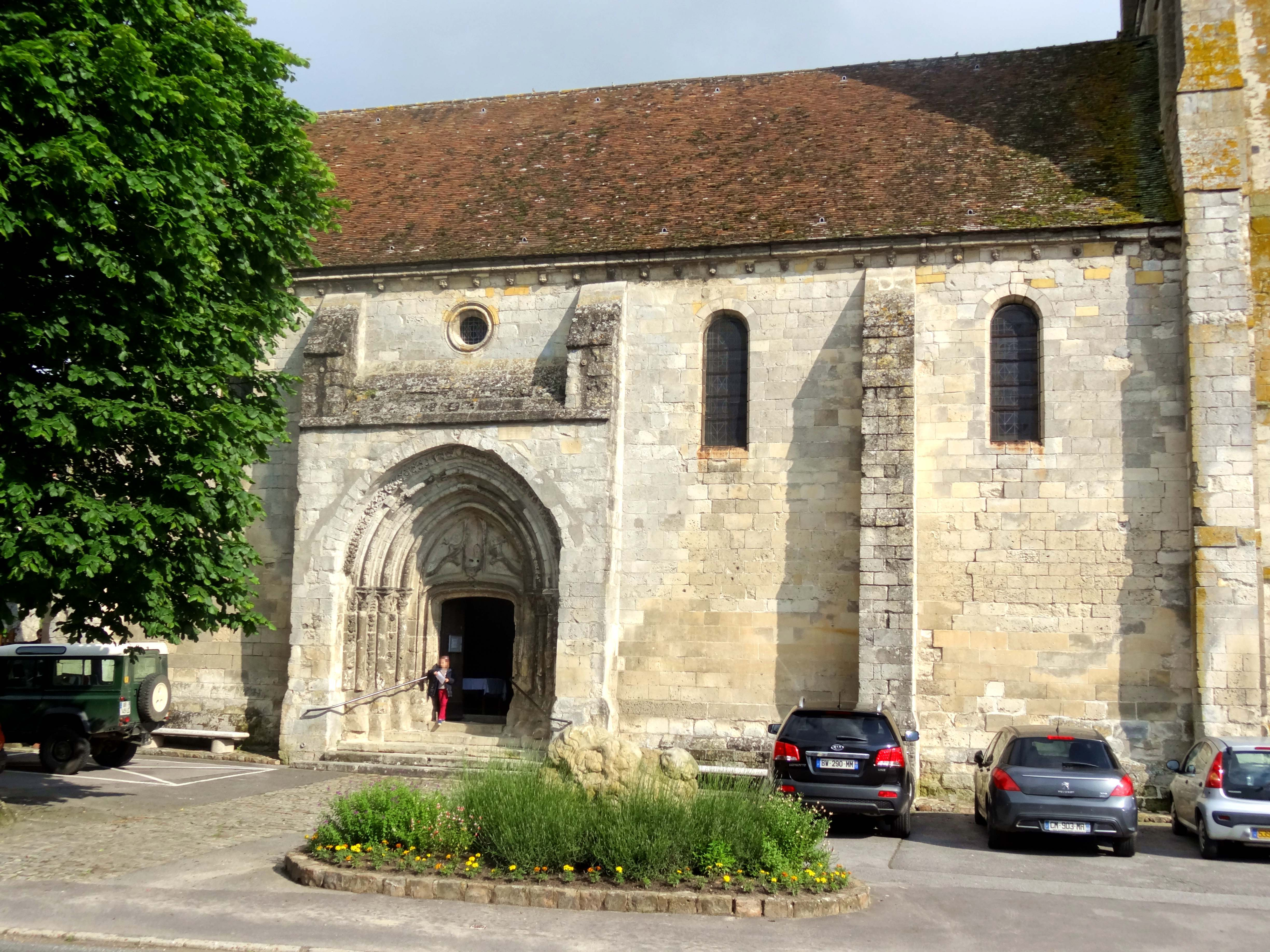
Nef, côté sud.

Villeneuve-sur-Verberie est, comme son nom l'indique, une fondation nouvelle du Moyen Âge central, qui s'inscrit dans le contexte de l'essartage programme de cette partie du plateau agricole délimitée par la forêt d'Halatte à l'ouest, la vallée de l'Oise au nord, et la vallée de l'automne à l'est. Selon Jean-Marc Popineau, qui a compulsé la totalité des sources d'archives disponibles, son histoire est particulièrement mal éclairée, et l'on ignore les circonstances et la période exacte de la fondation. Sa plus ancienne mention figure dans une lettre non datée de Philippe de Dreux, évêque de Beauvais de 1175 à 1217, qui porte confirmation des donations faites au prieuré Saint-Symphorien de Pont-Sainte-Maxence par Eudes Percebot, de Pont. La lettre s'est perdue, mais le chanoine Charles-François Afforty (1706-1786), de Senlis, l'a recopiée, et propose une datation pour la période comprise entre 1180 et 1202 environ. Le prieuré Saint-Symphorien est associé à l'église Sainte-Maxence de Pont-Sainte-Maxence, et dépend de l'abbaye Saint-Symphorien de Beauvais. Il fut fondé vers 1140 grâce aux donations faites par Eudes Percebot, dont la lettre porte confirmation. Louis Graves en déduit que la donation de Villeneuve-sur-Verberie à l'abbaye Saint-Symphorien fait partie de la dotation initiale du prieuré et remonte donc à 1140. Elle porte sur la collation de la cure et une partie de la dîme. Si la paroisse n'existe peut-être pas avant la donation, elle est certainement érigée immédiatement après. L'église actuelle, qui est de quelques décennies plus tardive, ne serait donc pas le premier lieu de culte chrétien du village à cet emplacement. Elle est dédiée à saint Barthélemy, l'un des Apôtres et martyr en Arménie. Son second patron est saint Louis, et a été ajouté après sa canonisation en 1297. Sous tout l'Ancien Régime, la paroisse relève du doyenné de Pont-Sainte-Maxence, de l'archidiaconé de Breteuil et du diocèse de Beauvais.

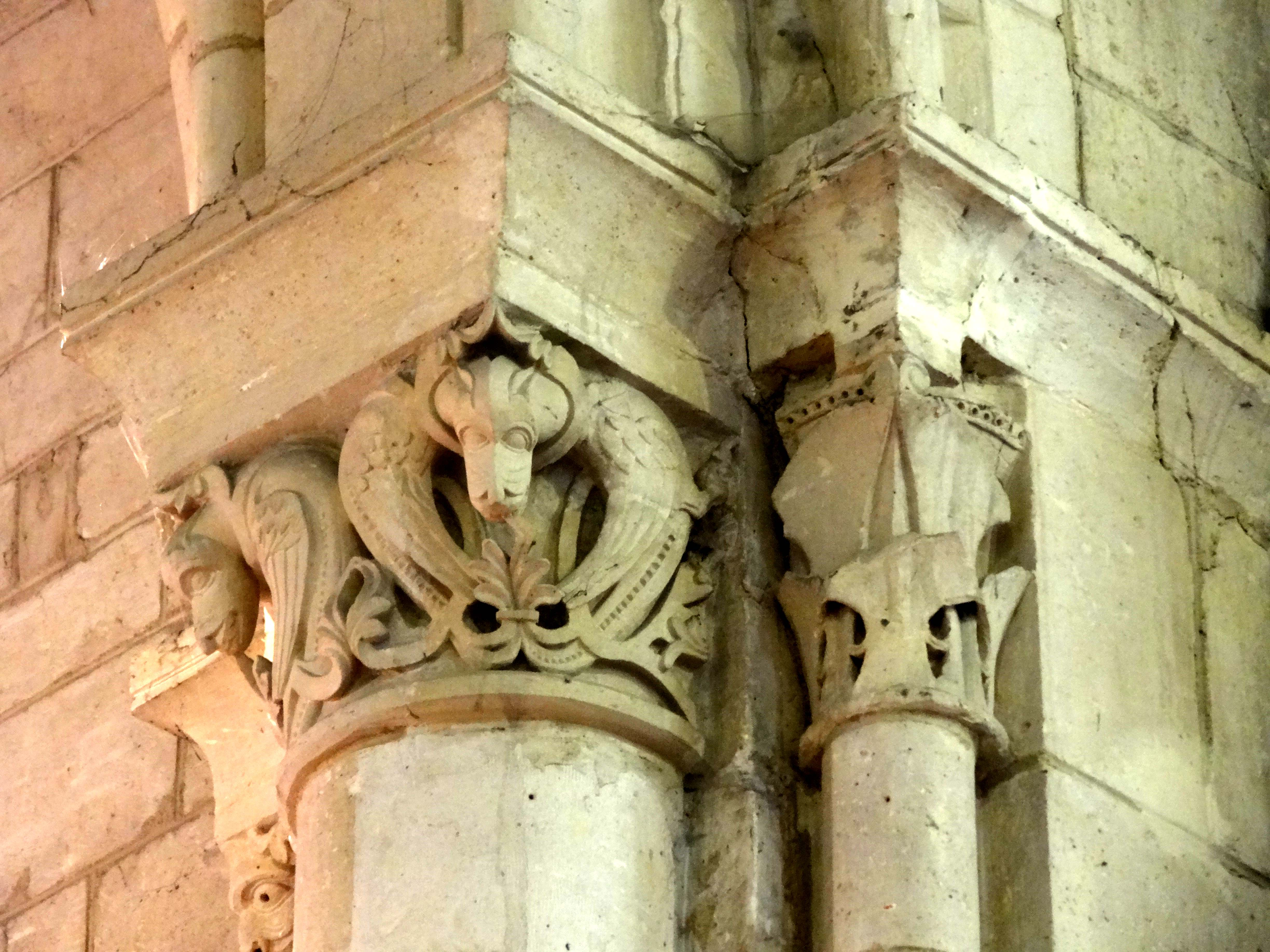
Chapiteaux à droite de l'arc triomphal.

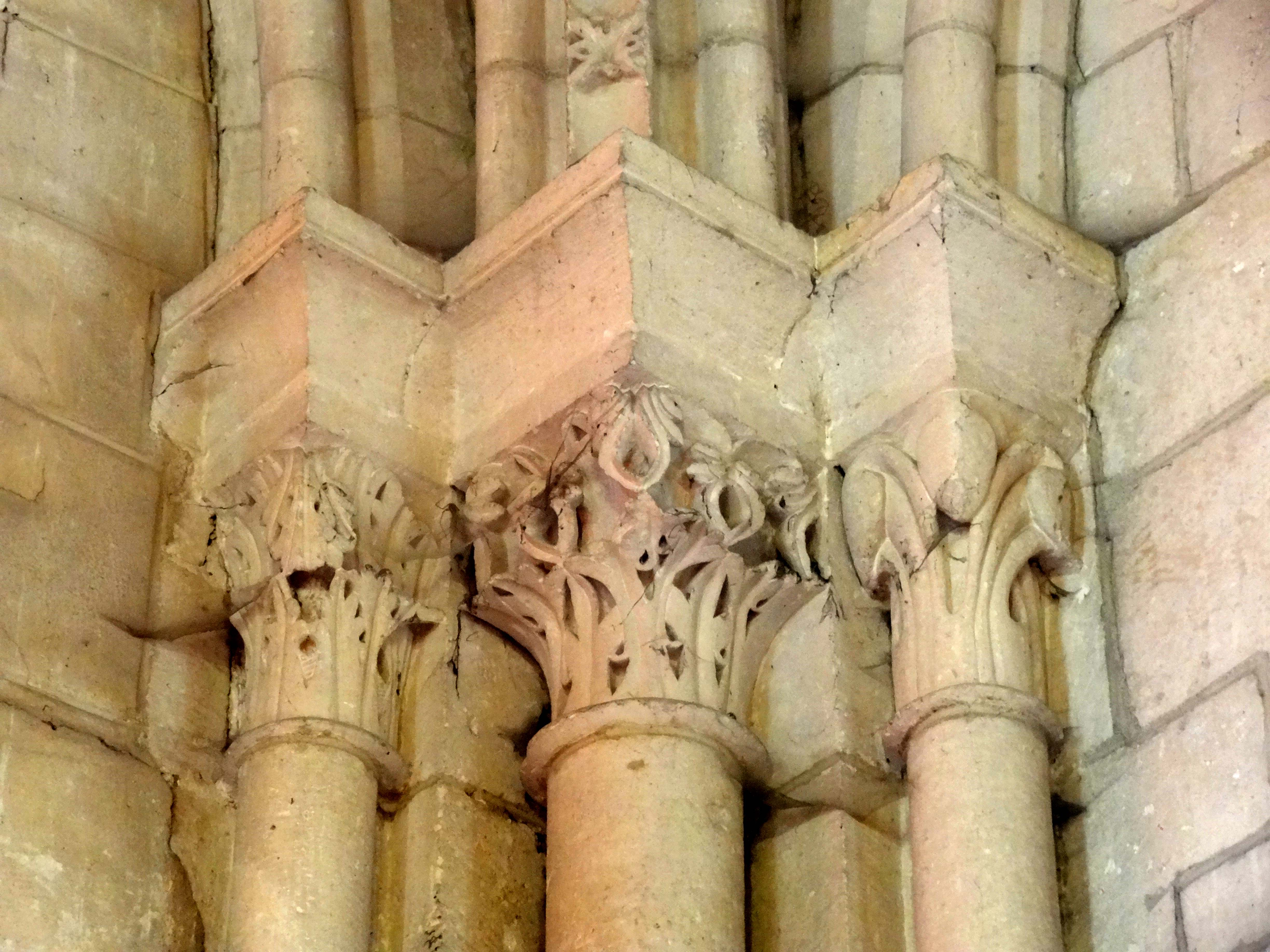
Chapiteaux à droite du chevet.

Les différentes campagnes de construction de l'église ne sont pas attestées par des documents. Sa partie la plus ancienne est le chœur de deux travées, dont les élévations extérieures et plus particulièrement la décoration des fenêtres latérales sont d'allure nettement romane. Cependant, les chapiteaux visibles à l'intérieur, notamment au nord de l'arc-doubleau intermédiaire, évoquent la nef de la cathédrale de Senlis, et sont par déduction datables des années 1170. La grande baie du chevet est bien sûr postérieure. Par son arc brisé et sa modénature, elle reflète l'art flamboyant, mais son remplage avec des arcs en plein cintre est placé sous l'influence de la Renaissance. Il en résulte une datation des années 1530-1550. La nef paraît elle aussi romane à l'extérieur, comme le donnent à penser ses contreforts plats et ses baies en plein cintre. Cependant, ses deux portails sont clairement gothiques. Celui du sud montre un lien de parenté avec la collégiale Saint-Frambourg de Senlis. Ici, l'on note aussi un remaniement flamboyant, qui porte en l'occurrence sur le linteau et le tympan. Mais des travaux nettement plus importants sont menés à la période flamboyante, au XVe siècle, sans doute en réaction aux dégradations subies au cours de la guerre de Cent Ans. Il s'agit de la construction d'un bas-côté au nord de la nef, et du voûtement d'ogives de celle-ci. Ici encore, l'homogénéité n'est pas totale, car la dernière grande arcade semble dater d'origine, et les clés de voûte du bas-côté sont de style Renaissance,. Comme l'indique une plaque de plomb retrouvé en 1793 dans l'autel, une nouvelle consécration est célébrée le 22 mai 1510 par Louis de Villiers de L'Isle-Adam, évêque de Beauvais. Elle marque la fin des travaux de réparation, excepté la baie du chevet et les clés de voûte. Une partie de l'église n'appartient ni à la période de transition entre le roman et le gothique, ni à la reconstruction consécutive à la guerre de Cent Ans : c'est le croisillon au nord de la première travée du chœur. Sa fenêtre est de style rayonnant tardif, car ses meneaux affectent un profil chanfreiné aigu à l'extérieur (de même que le meneau central à l'intérieur), et sont dépourvus de chapiteaux. Dominique Vermand dit la chapelle du XIIIe siècle, ce qui manque de précision. Eugène Müller commet certainement une étourderie en datant la chapelle plus précisément du « début du XIIIe siècle », et voulut écrire fin du XIIIe siècle. Dès lors, il devient plausible d'établir en lien entre la création de la chapelle et la fondation d'une chapellenie au titre de Saint-Louis, ce qui expliquerait le deuxième vocable.
La Révolution française bouleverse les hiérarchies ecclésiastiques anciennes et met un terme aux patronages de certaines cures par des établissements religieux, mais Villeneuve-sur-Verberie ne change tout au moins pas de diocèse, alors que le diocèse voisin de Senlis cesse d'exister. Sous le concordat de 1801, le diocèse de Beauvais est à son tour annexé par le diocèse d'Amiens, mais est finalement rétabli en 1822. Trois ans plus tard, les communes de Noël-Saint-Martin et Yvillers sont réunies à Villers-Saint-Frambourg par ordonnance royale du 31 mars 1825, et la succursale s'agrandit des églises Saint-Martin et Sainte-Maxence de ces deux hameaux. L'église Saint-Barthélemy est classée monument historique par arrêté du 9 mars 1921. Depuis l'entre-deux-guerres ou l'après-guerre, Villeneuve n'a plus de prêtre résident, et ses trois églises sont desservies par le curé de Villers-Saint-Frambourg. La paroisse de cette commune perd à son tour son indépendance en 1996, quand quarante-cinq nouvelles paroisses sont définies à l'échelle du diocèse. Depuis, la commune est rattachée à la paroisse Saint-Rieul de Senlis. Le curé, l'abbé Joseph Kuchcinski, prend sa retraite, mais continue de célébrer l'eucharistie tous les jours, dont un samedi par mois en l'église Saint-Barthélemy, jusqu'à sa mort en février 2014. Depuis cette date, les messes dominicales sont célébrées à Villeneuve-sur-Verberie le samedi précédant le quatrième dimanche du mois, un mois sur trois, à 18 h 30.

## Description

### Aperçu général

Plan de l'église.

Orientée un peu irrégulièrement, avec une déviation de l'axe vers le nord-est du côté du chevet, l'église répond à un plan dissymétrique. Elle se compose d'une nef de quatre travées accompagné d'un unique bas-côté, au nord ; d'un chœur de deux travées terminé par un chevet plat ; et d'une chapelle ou croisillon dans l'angle entre bas-côté et première travée du chœur. Cette chapelle ne communique plus qu'avec le chœur, moyennant une porte, et ses deux arcades sont bouchées. Elle accueille la sacristie, et est encombrée, dans son angle sud-ouest, par une cage d'escalier cylindrique desservant le clocher. Celui-ci s'élève au-dessus de la première travée du chœur, et est coiffé d'un toit en pavillon aplati. L'ensemble de l'église, sacristie comprise, est voûté d'ogives. L'on y accède par le portail latéral au sud de la deuxième travée de la nef, ou par le portail occidental depuis le cimetière. La nef et la deuxième travée du chœur sont couverts de toitures à deux rampants, avec un pignon en façade et un autre au chevet. Le toit en appentis du bas-côté est établi en continuité avec le rampant nord du toit de la nef. Le croisillon possède un toit en bâtière perpendiculaire à l'axe de l'édifice, avec un pignon au nord.

### Intérieur

#### Nef et bas-côté

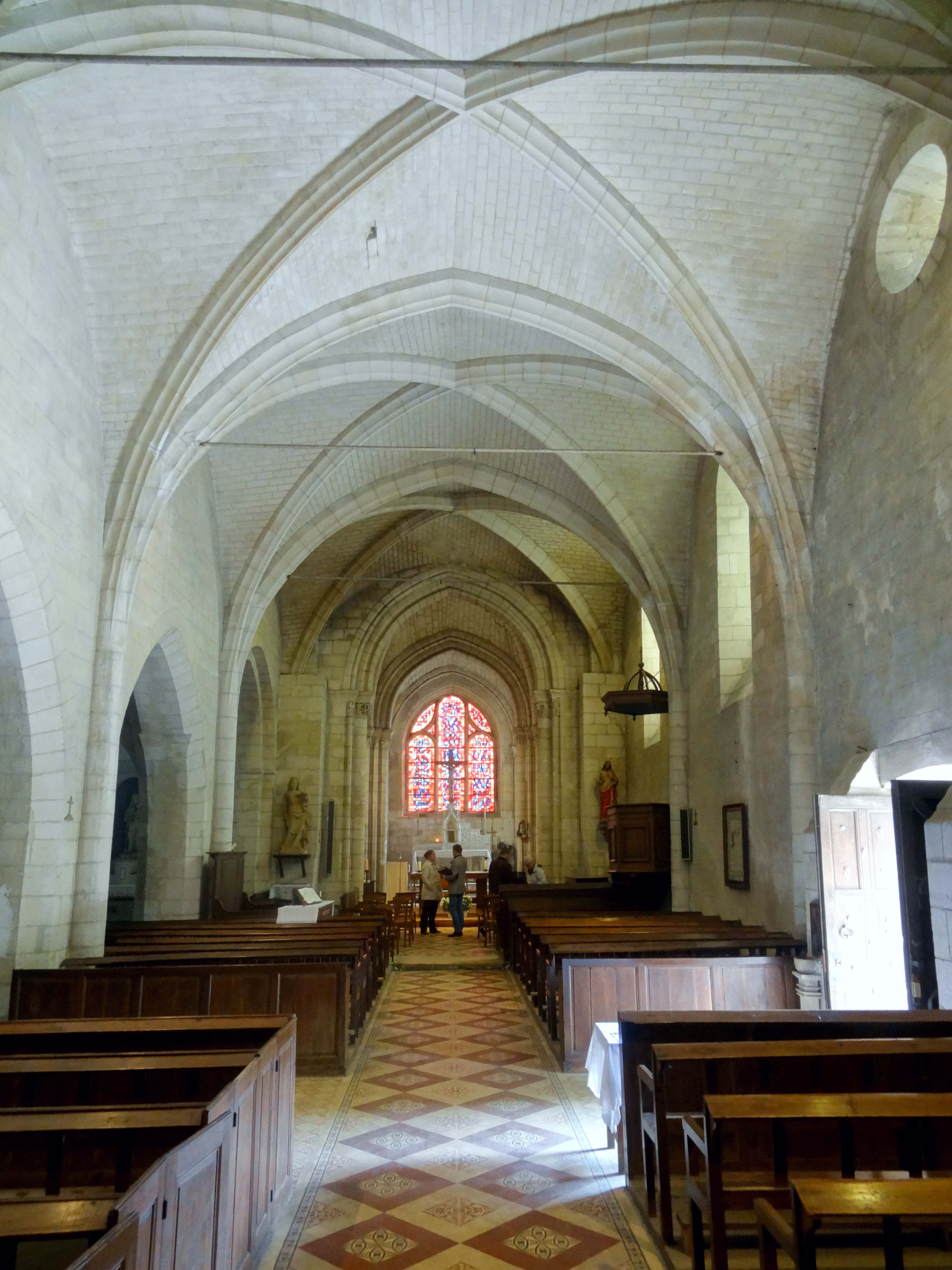
Nef, vue vers l'est.

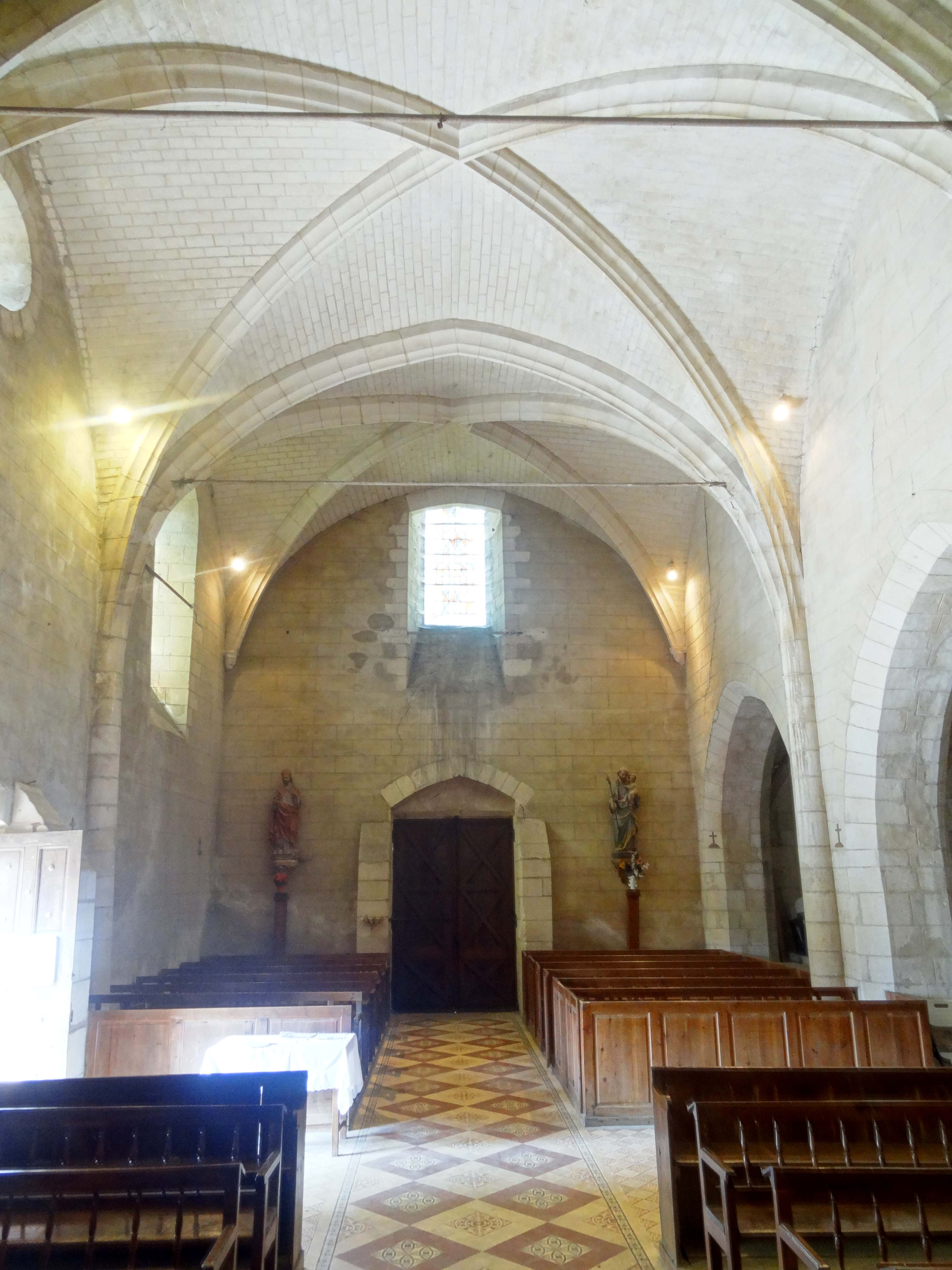
Nef, vue vers l'ouest.

Avec ses quatre travées barlongues et une largeur non négligeable, la nef est de dimensions généreuses pour un village sans grande importance. Cependant, ses proportions sont un peu trapues, car la hauteur ne dépasse pas beaucoup la largeur. La raison est bien sûr que cette nef ne fut pas conçue pour être voûtée. Les voûtes sont comprises entre les murs gouttereaux, et leurs piliers engagés n'atteignent que la moitié de la hauteur de ceux-ci, tandis que l'ancienne charpente apparente formait une voûte en berceau au-dessus des murs : le volume des combles était ainsi rattaché à l'espace intérieur. À Feigneux, Fitz-James, Saintines et Villers-sous-Saint-Leu, les proportions de la nef ne sont pas très heureuses pour la même raison. Le versant sud est à un seul niveau d'élévation et le versant nord à deux niveaux, avec l'étage des grandes arcades et un étage de murs aveugles qui représente un peu moins que la moitié de la hauteur. Cette particularité est partagée avec un certain nombre d'églises reconstruites à la période flamboyante, dont Avilly-Saint-Léonard, Belle-Église, Borest, Courteuil, Fresnoy-en-Thelle, Mont-l'Évêque, Rivecourt. Comparée aux nefs aveugles qui dominent après la guerre de Cent Ans, elle a pour avantage un meilleur éclairage par la lumière naturelle, et ce n'est pas par hasard qu'avec l'exception d'Armancourt et Chamant, l'unique bas-côté se situe au nord, mais les églises à fenêtres hautes des XIIe et XIIIe siècles ne sont pas en reste, et ceci sans l'inconvénient du déséquilibre entre les deux élévations.
L'architecture est très dépouillée. Les fenêtres ne sont pas décorées. Les baies latérales en plein cintre s'inscrivent entièrement dans les lunettes des voûtes, et s'ouvrent au-dessus d'un long glacis pentu. La deuxième travée est seulement éclairée par un petit oculus circulaire tout en haut. La baie occidentale est plus grande que les autres et son sommet est coupé par la voûte de la première travée. Les deux portails sont flanqués de contreforts. L'arc de décharge du portail occidental est en bâtière. Les voûtes sont dépourvues de clés de voûte sculptées et de formerets. Les arcs-doubleaux adoptent un tracé en arc brisé très surbaissé, afin d'éviter une retombée des voûtes encore plus près du sol, ce qui accentuerait l'aspect trapu de l'espace intérieur. Ils accusent le même profil que les ogives, mais sont légèrement plus épais. Ce profil s'apparente à une arête saillante, qui affiche un filet de front, et une fine moulure concave et une large gorge de chaque côté. À l'intersection des travées, ces nervures pénètrent directement dans les piliers engagés, qui sont tout aussi simples que curieux, car ils adoptent un plan ovale et ont les bases garnies d'un seul tore. Les types de piliers habituellement utilisés à la période flamboyante sont des piliers ondulés, des piliers à facettes multiples qui prolongent les nervures des voûtes, ou des piliers cylindriques, et les bases sont généralement des plinthes moulurées. Les bases à tores tombent déjà en désuétude au XIVe siècle et comportent normalement plus d'un tore ou boudin. Dans les angles du mur occidental, les ogives sont reçues sur des culs-de-lampe, dont les corbeilles sont sculptées d'une tête de femme assez disgracieuse et une tête hurlante. Dans les angles près du chœur, les ogives butent sur des massifs de maçonnerie carré assez volumineux, qui ont pour vocation de contrebuter le clocher. Les grandes arcades sont en tiers-point et non moulurées. Les trois premières sont à simple rouleau et ont les angles largement taillés en biseau. La quatrième arcade est à double rouleau et à arêtes vives, et retombe sur des impostes sous la forme de tablettes chanfreinées. Cette arcade évoque le style roman tardif, quoique les arêtes des arcades sont généralement biseautées à l'époque où l'arc brisé vient s'imposer.
Le bas-côté est solidement appareillé en pierre de taille comme la nef, mais paraît quand même comme une construction au rabais, car les voûtes sont dépourvues de formerets, et des fenêtres latérales n'existent que dans une travée sur deux, soit dans la deuxième et dans la quatrième travée. Ces fenêtres sont en arc légèrement brisé et très petites, sans remplage. La baie occidentale est un peu plus grande et munie d'un remplage sommaire composé de deux lancettes et d'un écoinçon ajouré au sommet. Les nervures des voûtes diffèrent de celles de la nef par une courte section verticale qui s'insère entre la moulure concave et la gorge. L'on peut supposer que ces voûtes étaient primitivement dépourvues de clés de voûte sculptées, ce qui est toujours le cas dans la nef, ce qui explique que l'on a pu installer des clés pendantes à la Renaissance. Ces clés sont amovibles. Pour les fixer, il suffisait de percer le sommet de la voûte d'un trou, comme on peut le voir dans la première travée, où la clé s'est perdue. Le long du mur gouttereau, les ogives et doubleaux se fondent dans de petits piliers ondulés à trois renflements, comme dans la quasi-totalité des églises flamboyantes des environs. Ils reposent sur un banc de pierre adossé au mur. Dans les angles, l'on trouve, selon les cas, des culots frustes ou de petits fûts cylindriques engagés. Le mur du chevet, où est placé l'autel de la Vierge, porte les traces d'une arcade bouchée, qui assurait jadis la communication avec le croisillon, et est désaxée vers la gauche (vers le nord) en raison de la présence de la tourelle d'escalier dans l'angle entre bas-côté et chœur,.

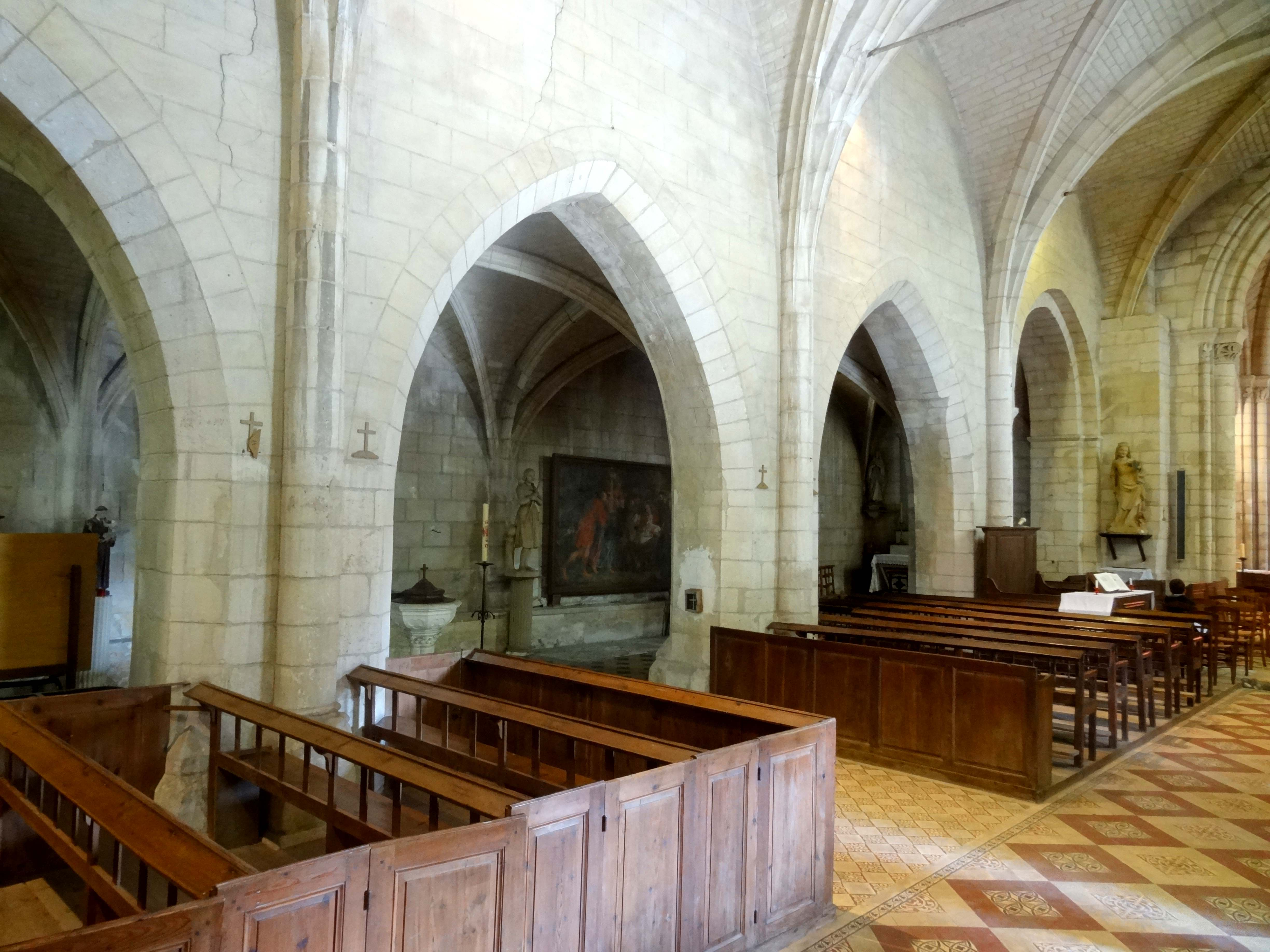
Nef, grandes arcades, vue vers le nord-est.
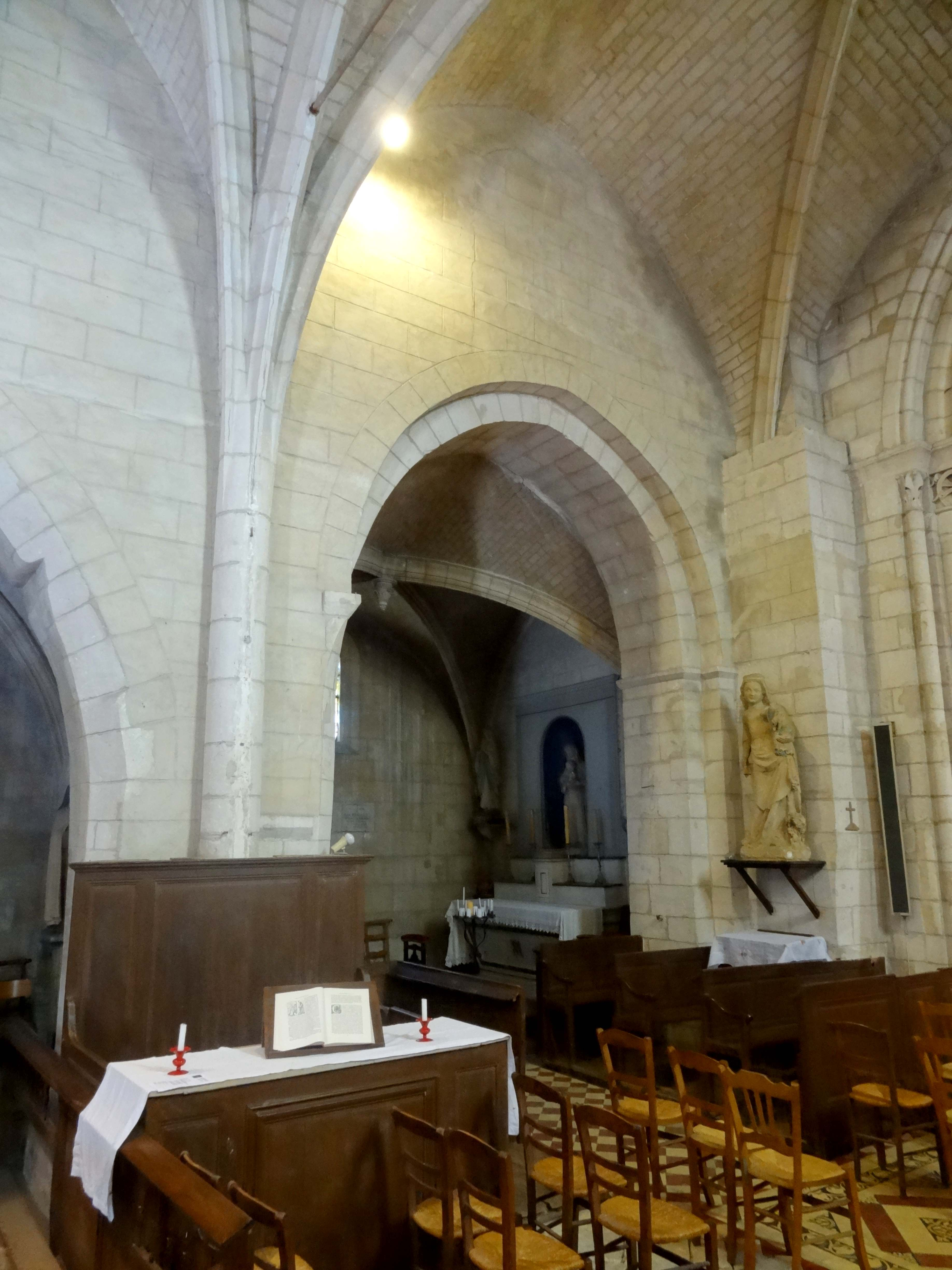
Nef, 4e travée, élévation nord.
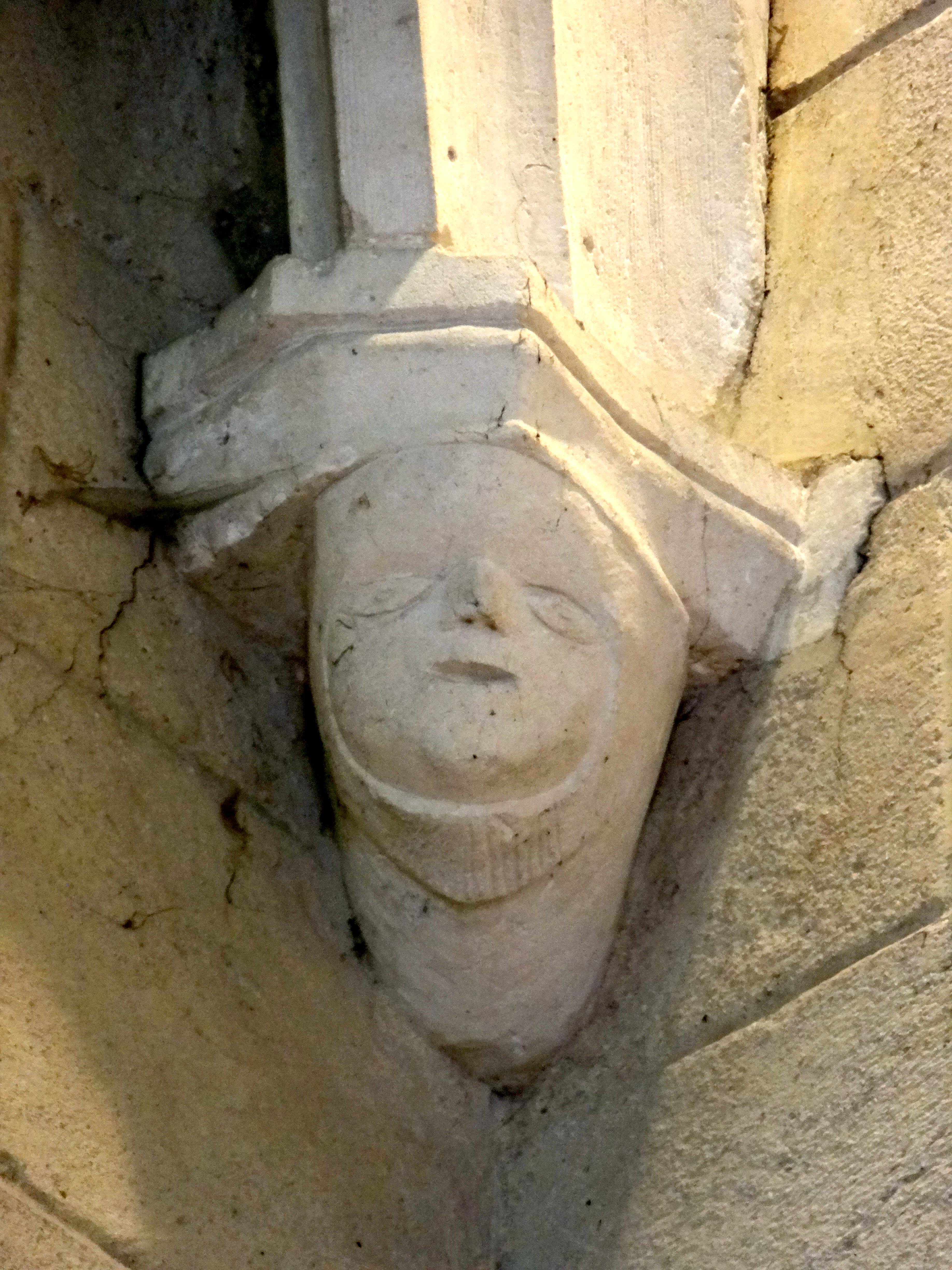
Nef, cul-de-lampe dans l'angle nord-ouest.
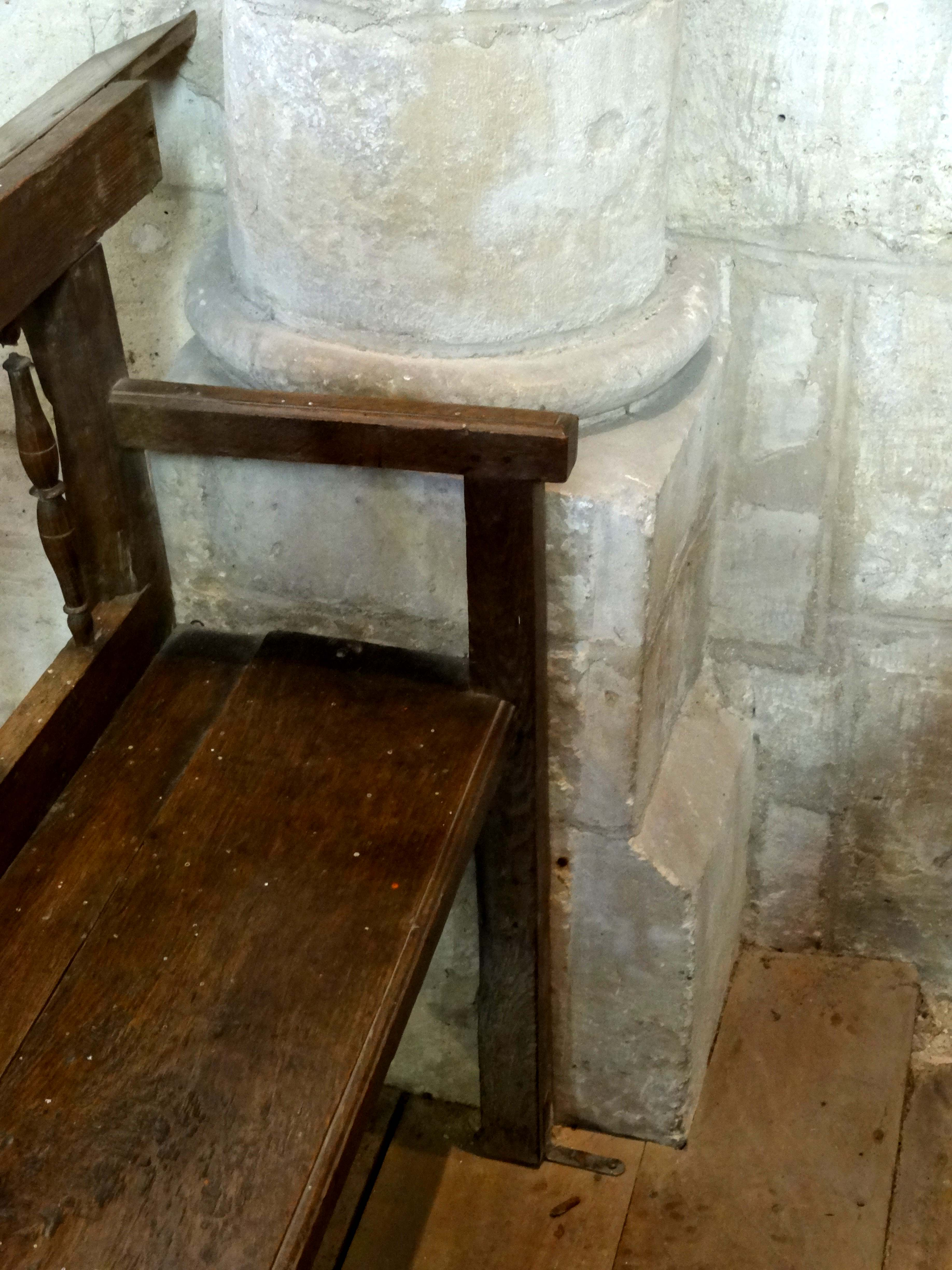
Nef, base des piliers engagés, côté nord.
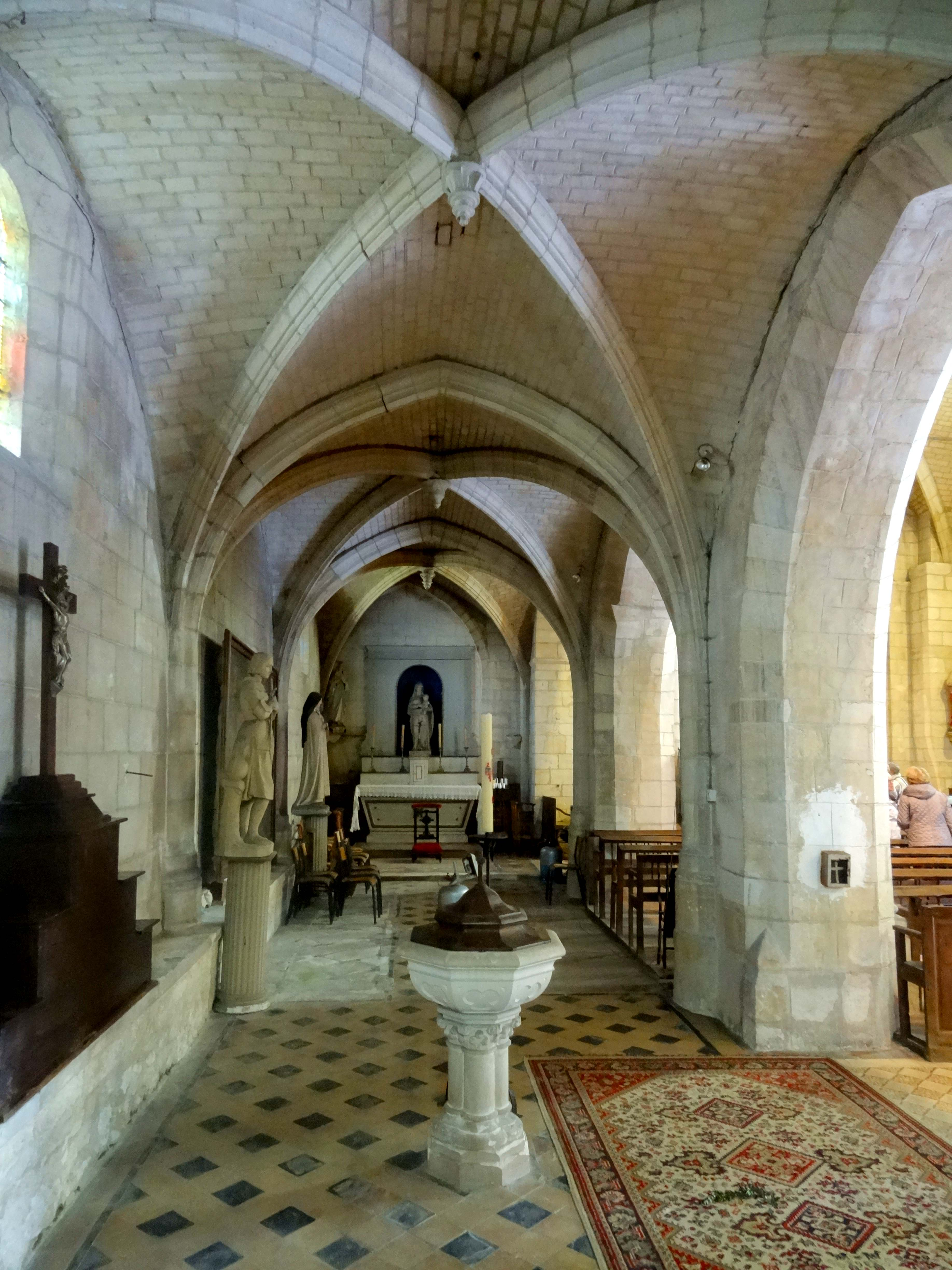
Bas-côté, 2e travée, vue vers l'est.
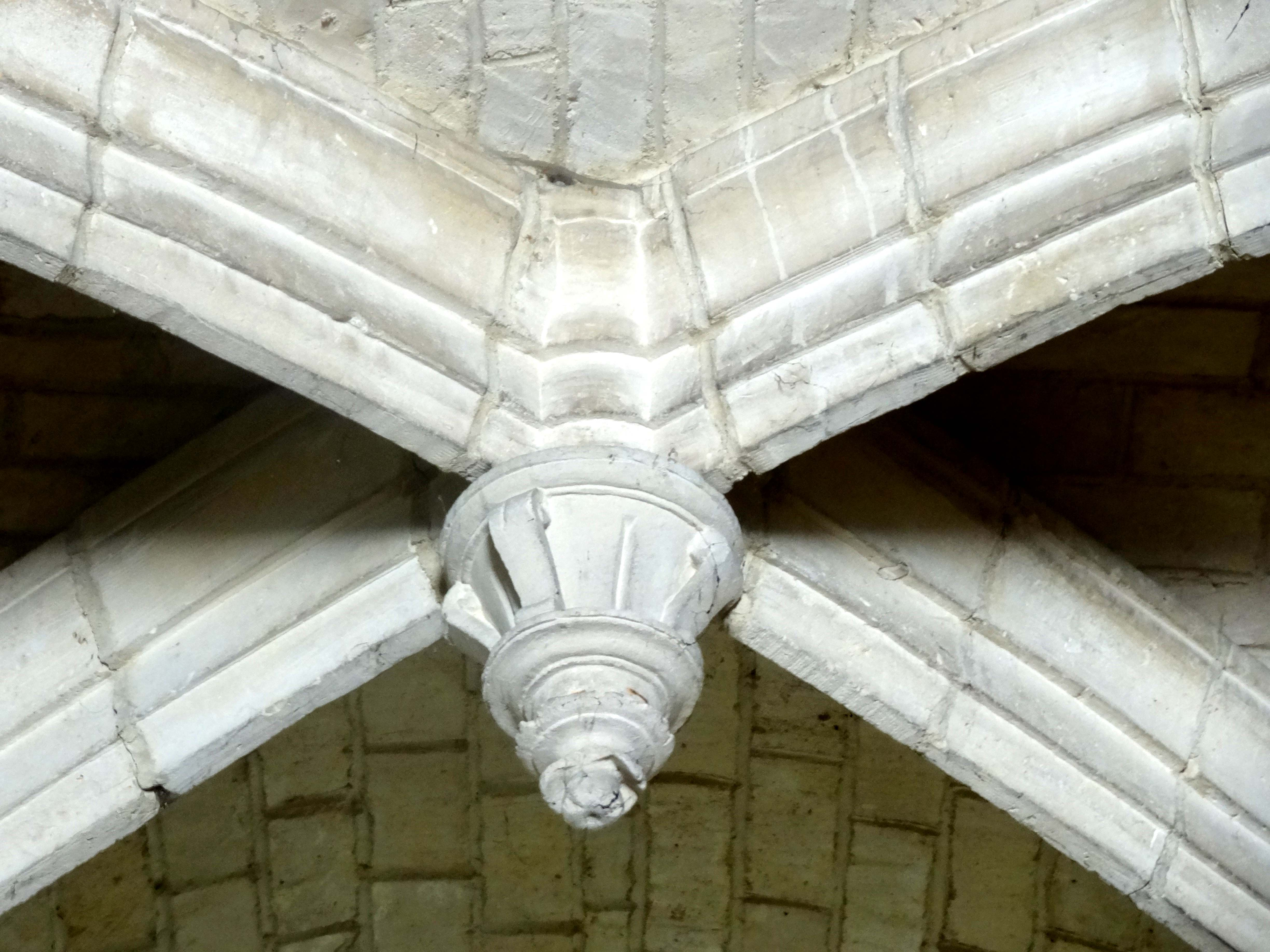
Bas-côté, clé de voûte de la 2e travée.

#### Chœur

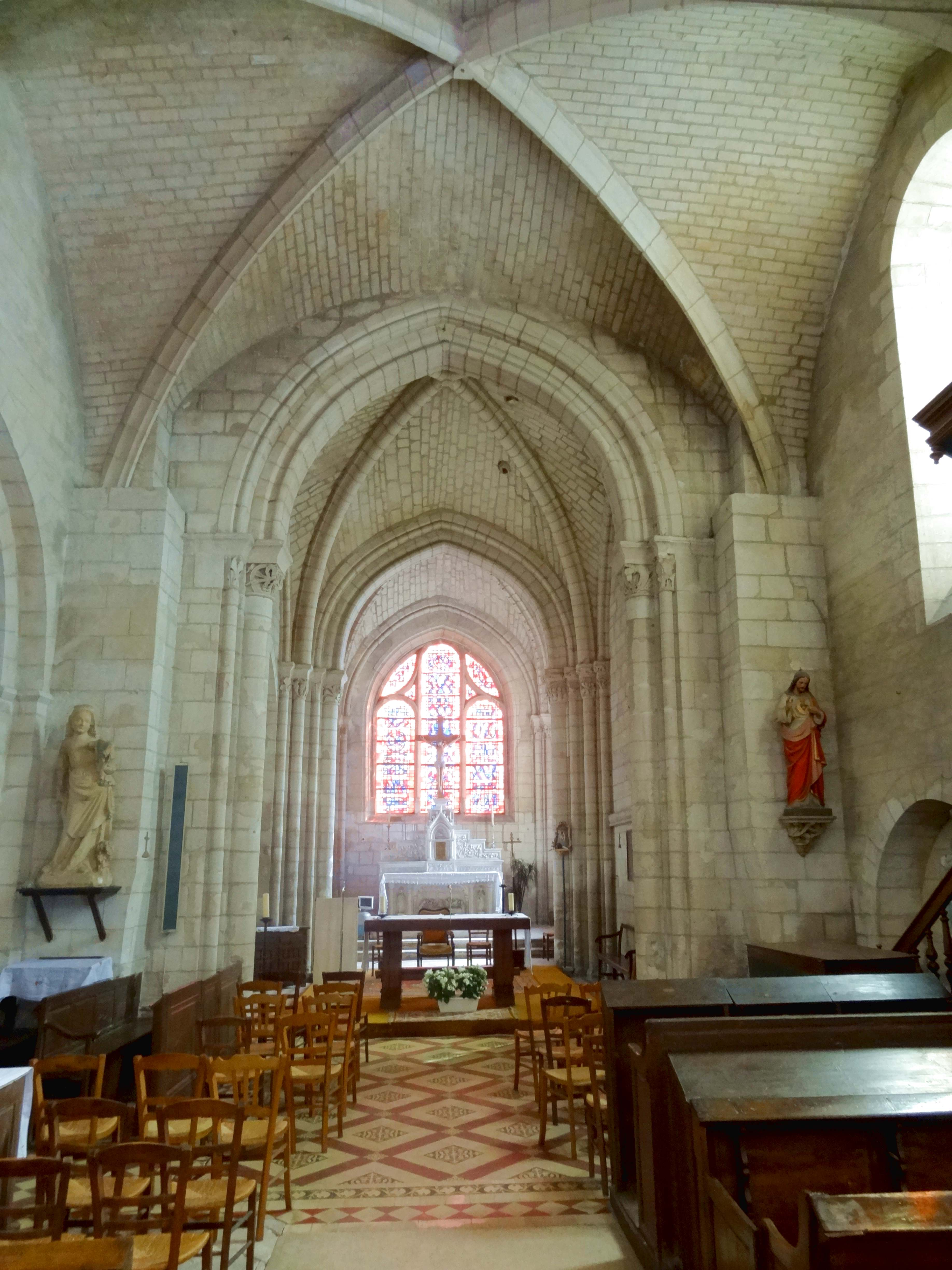
Nef, vue sur le chœur.

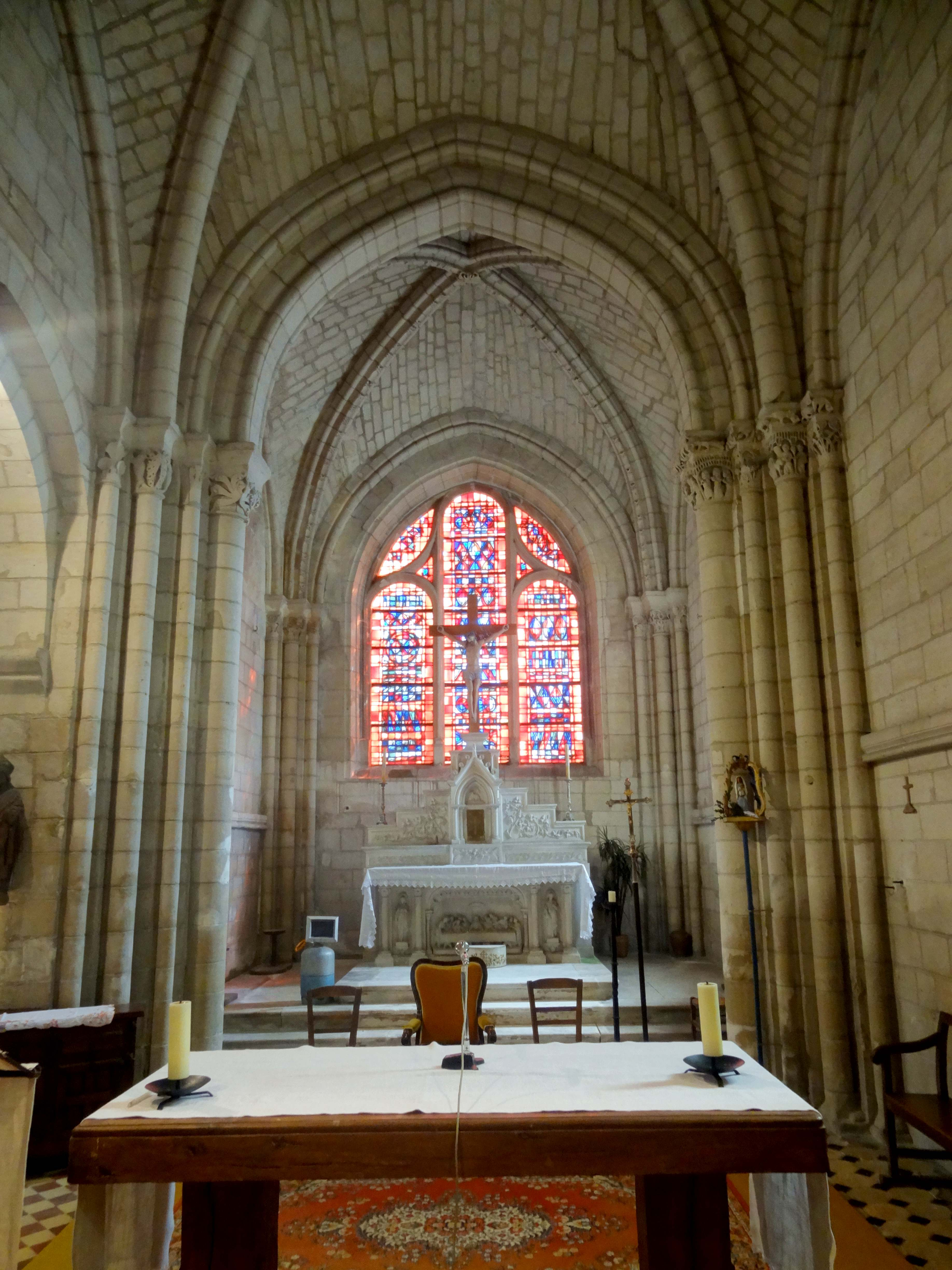
1re travée, vue vers l'est.

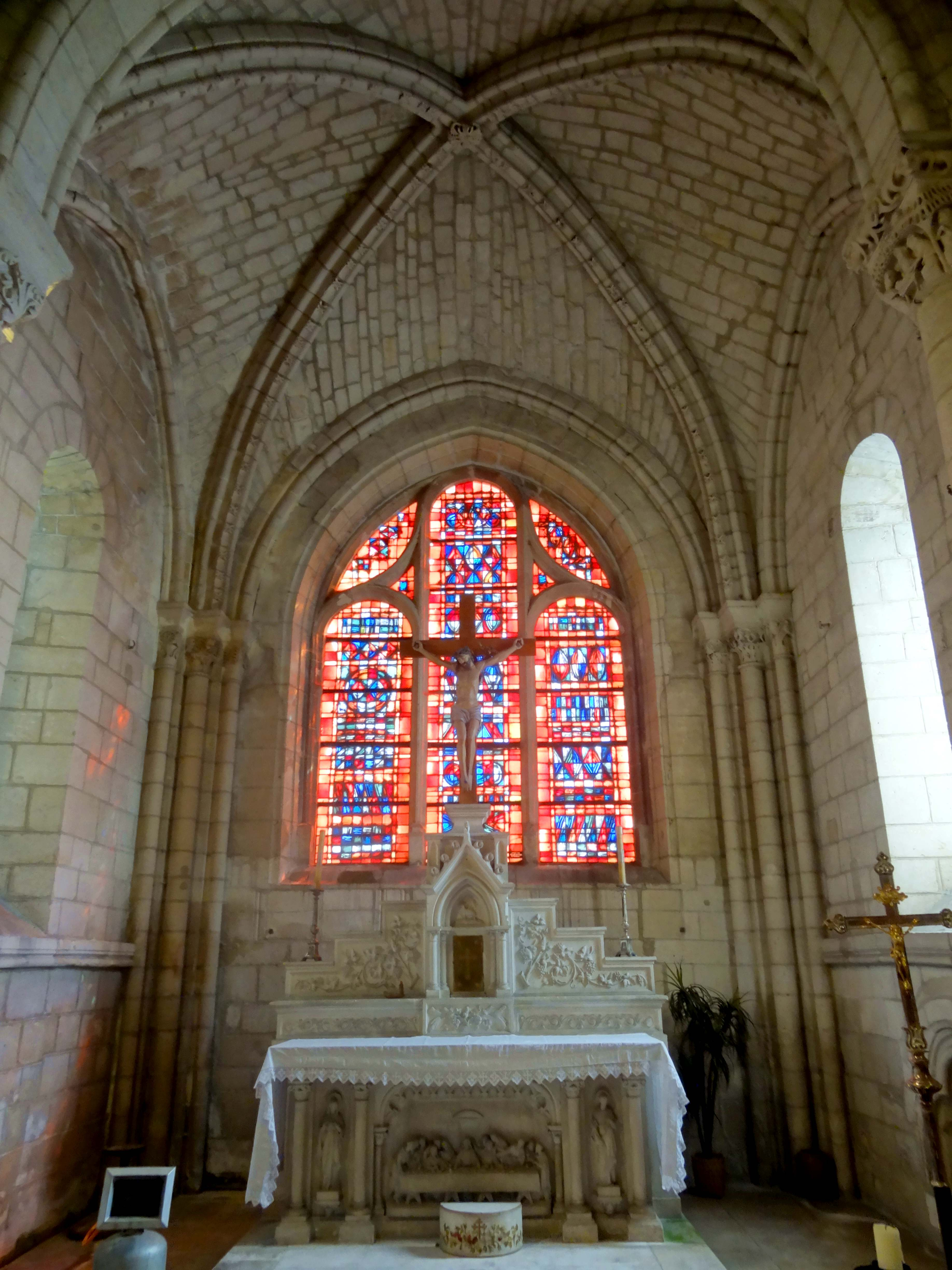
2e travée, vue vers l'est.

Le chœur a la même hauteur que la nef, mais est moins large, ce qui lui confère des proportions plus élancées. Il s'ouvre, depuis la nef, par un arc triomphal à double rouleau, en arc brisé, dont l'intrados est mouluré d'un méplat entre deux tores, et le rang de claveaux supérieur, d'un tore de chaque côté. Il retombe, de chaque côté, sur les hauts tailloirs carrés d'une colonne engagée et de deux fines colonnettes logées dans des angles rentrants. Leur profil se compose seulement d'une fine tablette et d'un très large cavet. Ce choix d'un profil très simple a apparemment été retenu pour être compatible avec la présence d'un décor sculpté, que le large cavet accueille sur cinq des sept tailloirs au sud du doubleau intermédiaire. Côté nef, le profil des tailloirs se continue latéralement jusqu'aux angles. La sculpture extrêmement fouillée des corbeilles des chapiteaux contraste avec la nudité de la plupart des tailloirs. Elle est caractérisée, selon Dominique Vermand, « par l'ample mouvement de forts tiges se terminant en palmettes ». L'on trouve aussi des feuilles d'eau étagées sur deux rangs, qui peuvent être plates ou s'enrouler aux extrémités, et des feuilles d'acanthe en plusieurs déclinaisons. Au sud, les angles du gros chapiteau sont flanqués de têtes de monstre associées à des jougs. Le chapiteau de l'ogive affiche également une tête de monstre à son angle. Les fûts sont appareillés. Leurs bases sont, pour la plupart, mutilées, mais semblent se composer d'un tore supérieur, d'une large scotie, et d'un épais tore inférieur qui ne déborde presque pas.
À l'intérieur du chœur, les fines colonnettes des ogives et formerets avoisinent directement les supports de l'arc triomphal, et forment des faisceaux d'une colonne et de trois colonnettes dans les angles. Les fûts des ogives sont imperceptiblement plus forts que ceux du rouleau supérieur de l'arcade et des formerets. La disposition est analogue à l'intersection des deux travées. Le doubleau intermédiaire est analogue à l'arc triomphal, sauf que les faisceaux de colonnettes sont ici d'une composition symétrique, avec une colonne au milieu et trois fines colonnettes de chaque côté. Dans le même ordre d'idées, l'on trouve des faisceaux de trois colonnettes dans les angles du chevet. Le profil des formerets est calqué sur celui du rouleau inférieur des doubleaux, et se compose donc d'un rang de claveaux dont l'angle est adouci par un tore dégagé. Les ogives sont différentes dans les deux travées. Dans la première travée, elles sont monotoriques, et la clé de voûte est une minuscule rosace à deux rangs de pétales. Dans la deuxième travée, les ogives accusent le profil rarissime d'un bandeau saillant creusé d'une gorge devant un large méplat entre deux tores non dégagés. La gorge médiane accueille des fleurettes à huit pétales placées à des intervalles parfois irréguliers. Les ogives sculptés sont également l'exception dans la région. L'on peut citer le chœur de Saint-Germer-de-Fly, où l'on trouve des fleurettes semblables ; la troisième travée de la nef d'Acy-en-Multien, où l'on trouve des bâtons brisés ; la première travée du chœur de Béthisy-Saint-Martin, où le tore central est festonné sur ses deux flancs ; le bas-côté nord et la nef de Chars, où l'on trouve des fleurs de violette et des têtes de clous ; la croisée du transept de Catenoy, où l'on trouve de petits boutons. La clé de voûte est sculptée de feuilles de cardon frisées, qui préfigurent presque l'art flamboyant.
Au nord du doubleau intermédiaire, les chapiteaux évoquent une petite série dans la nef de la cathédrale de Senlis. Dans l'angle nord-est de la première travée, des chimères dressées sur leur postérieur s'apprêtent à dévorer les palmettes d'acanthe qui occupent les angles. Mais ce sont les sept chapiteaux au sud du doubleau intermédiaire qui sont les plus précieux. Les tailloirs de cinq parmi eux sont sculptés de chimères rampants, dont deux se partagent souvent une même tête d'angle, et dont les queues s'entremêlent et forment des volutes autour de leurs corps allongés. Le gros chapiteau et celui de l'ogive dans la première travée sont historiés. Les scènes sont sculptées en dessous d'un dais ajouré d'étroites fentes. Le gros chapiteaux comporte trois groupes de personnages. À l'est, ce sont un ange et un autre personnage qui lui tourne le dos. Ils pourraient représenter un groupe de l'Annonciation, soit l'archange Gabriel et la Vierge Marie, à moins qu'il ne s'agisse de deux personnes qui se rendent à Bethléem. Au nord, l'on voit la Nativité de Jésus. L'Enfant est allongé sur un drap placé sur une table, et tendue par la Vierge Marie, à gauche, et saint Joseph, à droite, tandis qu'une troisième personne occupe l'arrière-plan, au centre. À l'ouest, ce doivent être les trois Rois mages en route vers Bethléem. Le chapiteau de l'ogive représente la Fuite en Égypte. Ici l'iconographie n'est pas non plus très conventionnelle, car entre la Vierge Marie à dos d'âne du côté nord et un personnage debout tenant une palme du côté ouest, un ange aux ailes déployées figure à l'angle. Un quatrième personnage se tient derrière le postérieur de l'âne. S'il s'agit de saint Joseph, se pose la question de l'identité de la personne visible à l'ouest. Ces deux chapiteaux peuvent être qualifiés d'exceptionnel en raison de la rareté absolue des chapiteaux historiés dans le département de l'Oise, et en raison de leur facture très particulière. D'après Dominique Vermand, les chapiteaux du chœur de l'église Saint-Barthélemy ainsi que ceux de la cathédrale de Senlis puisent leur inspiration artistique du Soissonais, et plus particulièrement de l'Orxois, dans le sud-est de l'Aisne.
Hormis les faisceaux de colonnettes, les élévations sont presque tout aussi sobres que dans la nef. Les fenêtres sont plus hautes et descendent plus bas que dans la nef, à plus forte raison dans la deuxième travée. Au nord et au sud, la limite des allèges est marquée par un bandeau au profil d'un filet, d'un listel, d'un biseau et d'un tore. Du fait de la hauteur plus importantes des fenêtres dans la deuxième travée, les bandeaux sont donc logiquement implantés plus bas. Au nord de la deuxième travée, la fenêtre est bouchée, et il n'en reste plus que deux claveaux englobés dans le mur. Elle a été remplacée par une arcade établissant l'intercommunication avec le croisillon, qui intercepte le bandeau. Cette arcade est analogue à la dernière grande arcade de la nef, à l'exception des tailloirs. Elle est nettement désaxée vers l'est, où le piédroit correspond à la pile nord-est du clocher, et ceci en raison de la cage d'escalier dans l'angle entre chœur et bas-côté. L'arcade est elle aussi bouchée, et a été remplacée par une porte rectangulaire. Le mur qui bouche l'arcade comporte un bandeau mouluré au profil d'une plate-bande et d'un cavet, qui se situe une assise en dessous des impostes. Une autre porte donne accès à l'escalier. Son haut linteau affiche un arc en plein cintre simulé, et repose sur deux tas de charge moulurés. L'on peut encore signaler, au sud de la deuxième travée, une piscine liturgique à double vasque, qui se situe nettement trop près du sol : de toute évidence, les marches de l'autel ne datent donc pas l'origine. La piscine est comprise dans une niche s'ouvrant sous un arc trilobé décoré d'un tore, d'une gorge et d'une baguette, qui annonce le XIIIe siècle, mais l'arc de décharge en plein cintre pourrait subsister d'une piscine plus ancienne.

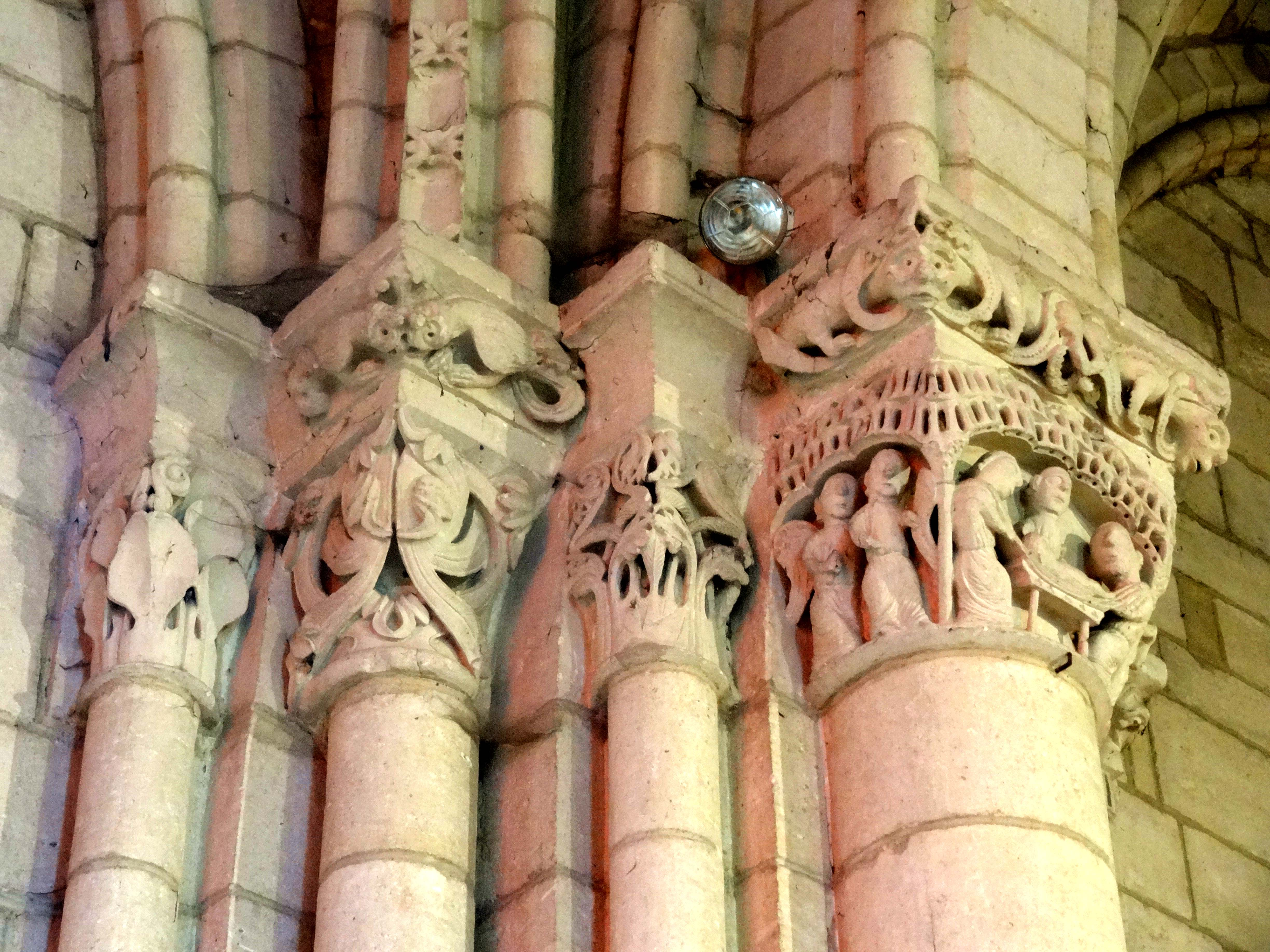
2e travée, chapiteaux dans l'angle sud-ouest.
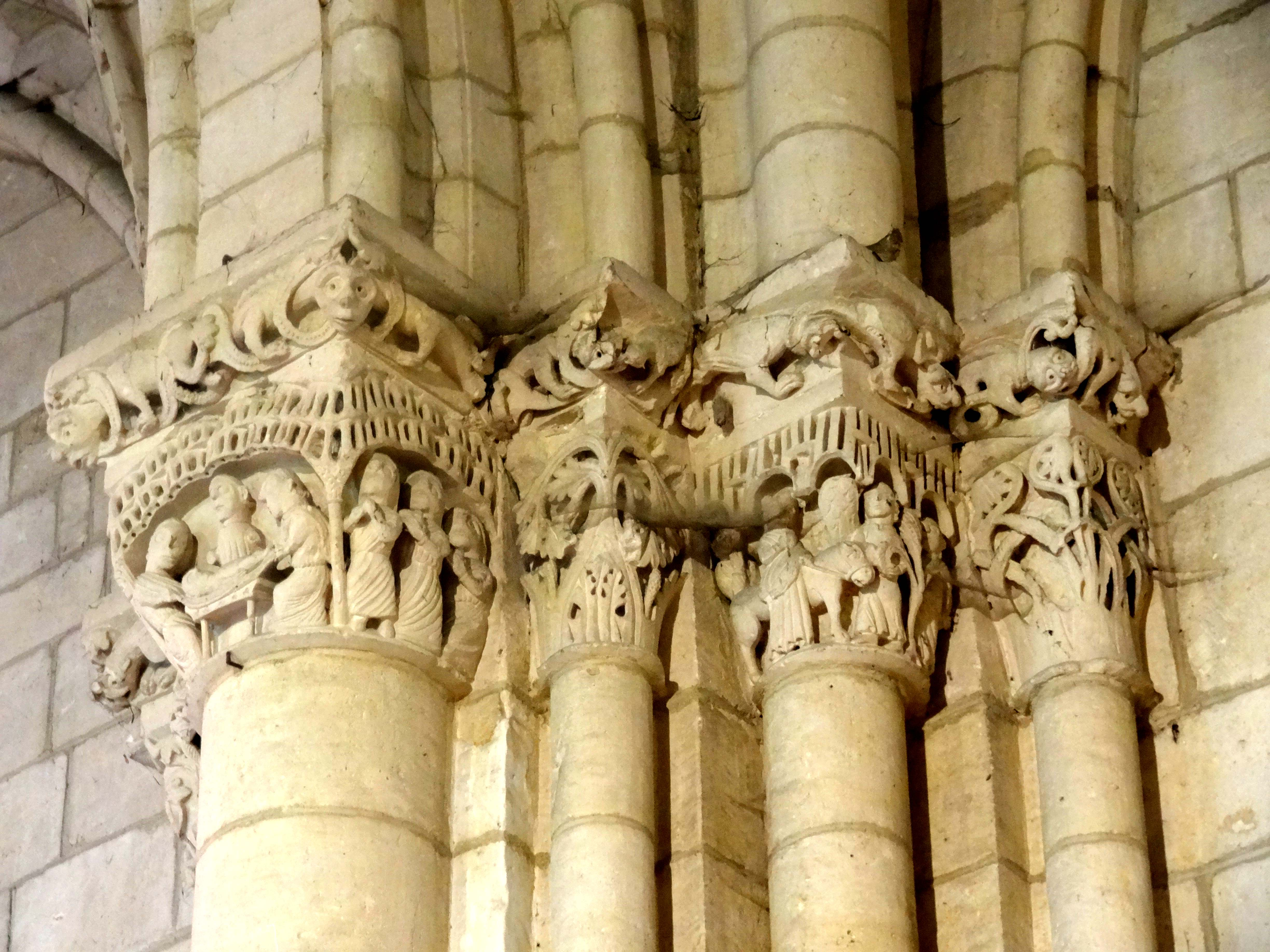
2e travée, chapiteaux dans l'angle sud-est.
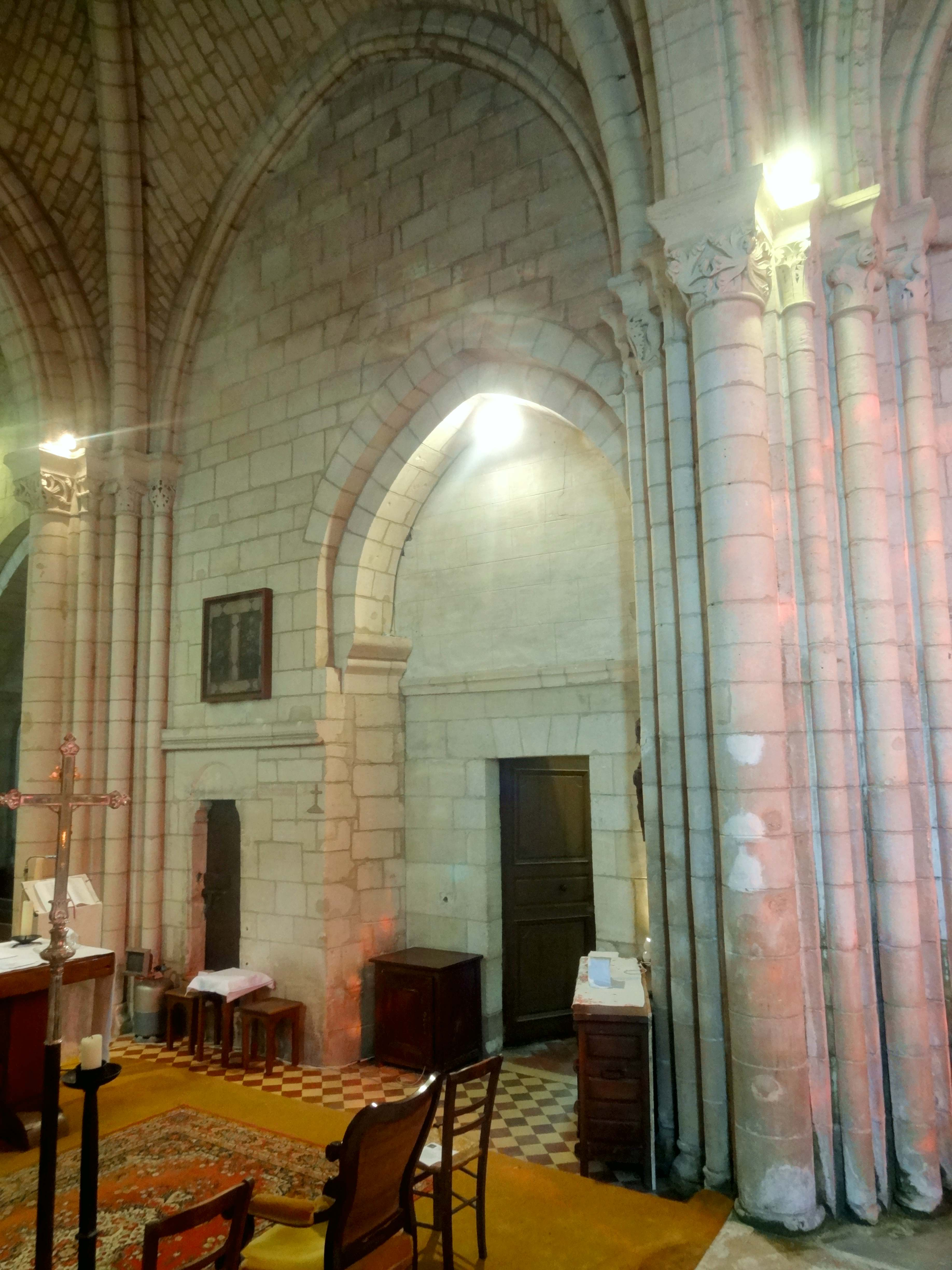
1re travée, élévation nord.
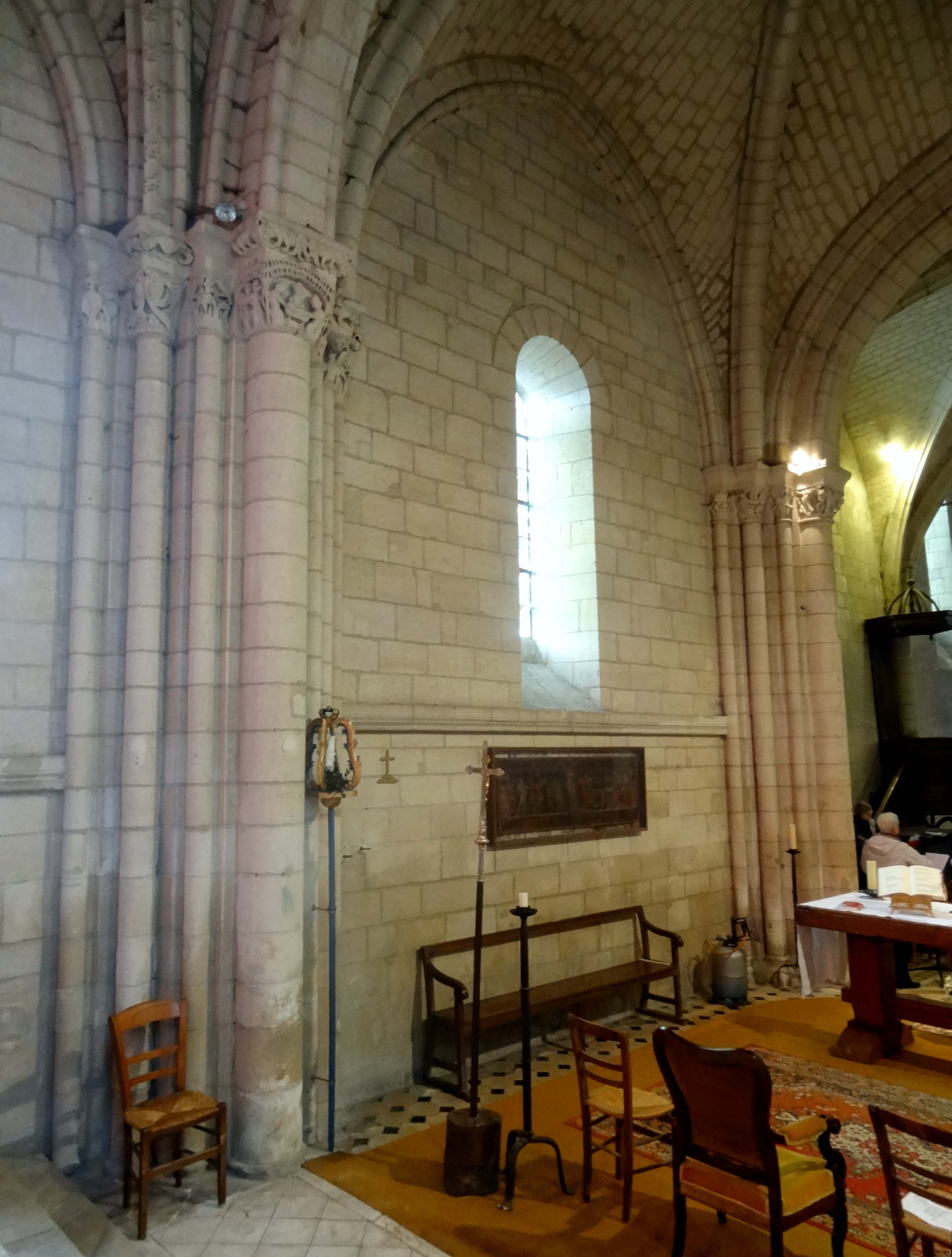
1re travée, élévation sud.
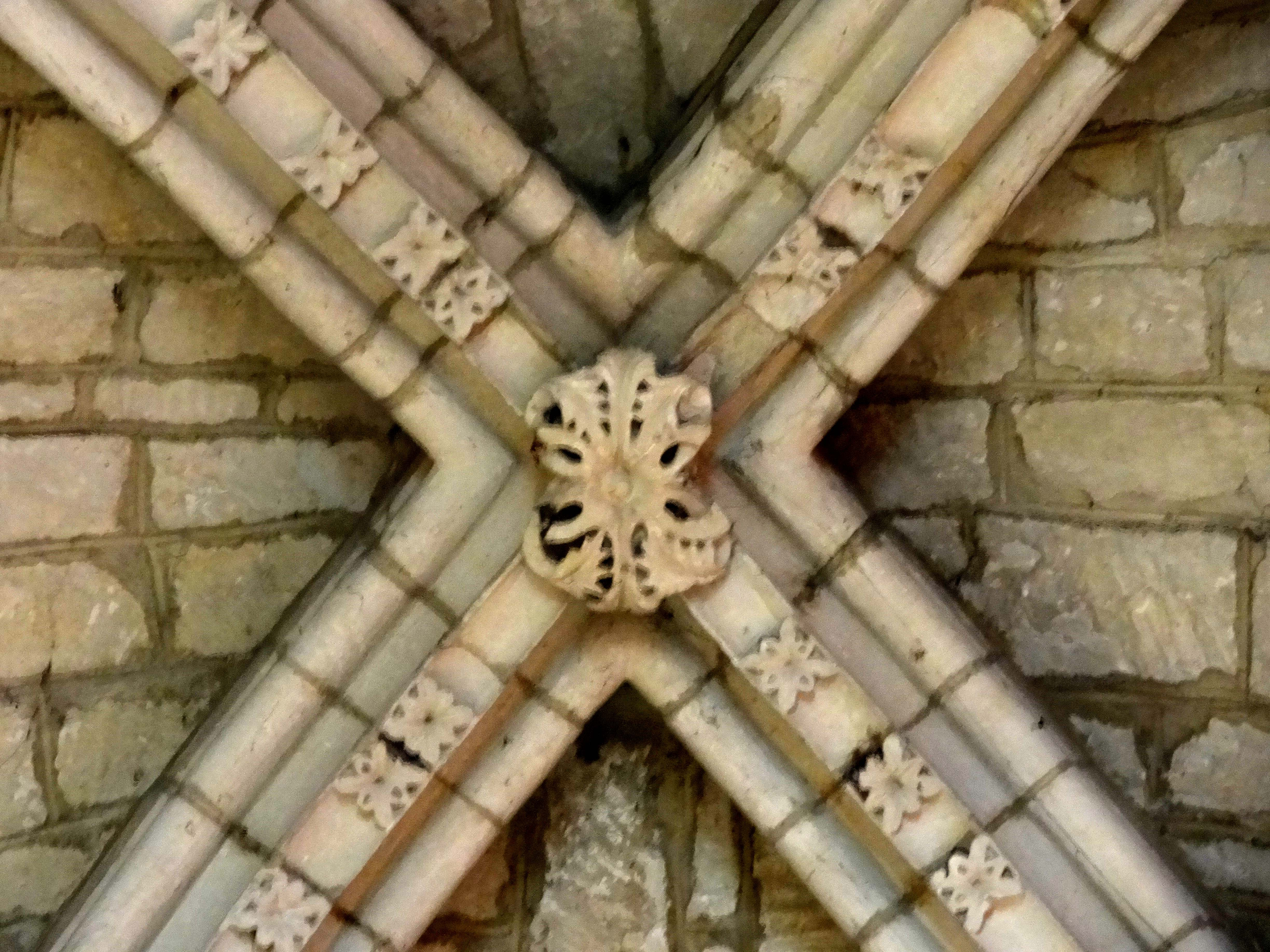
Clé de voûte et ogives sculptées de la 2e travée.
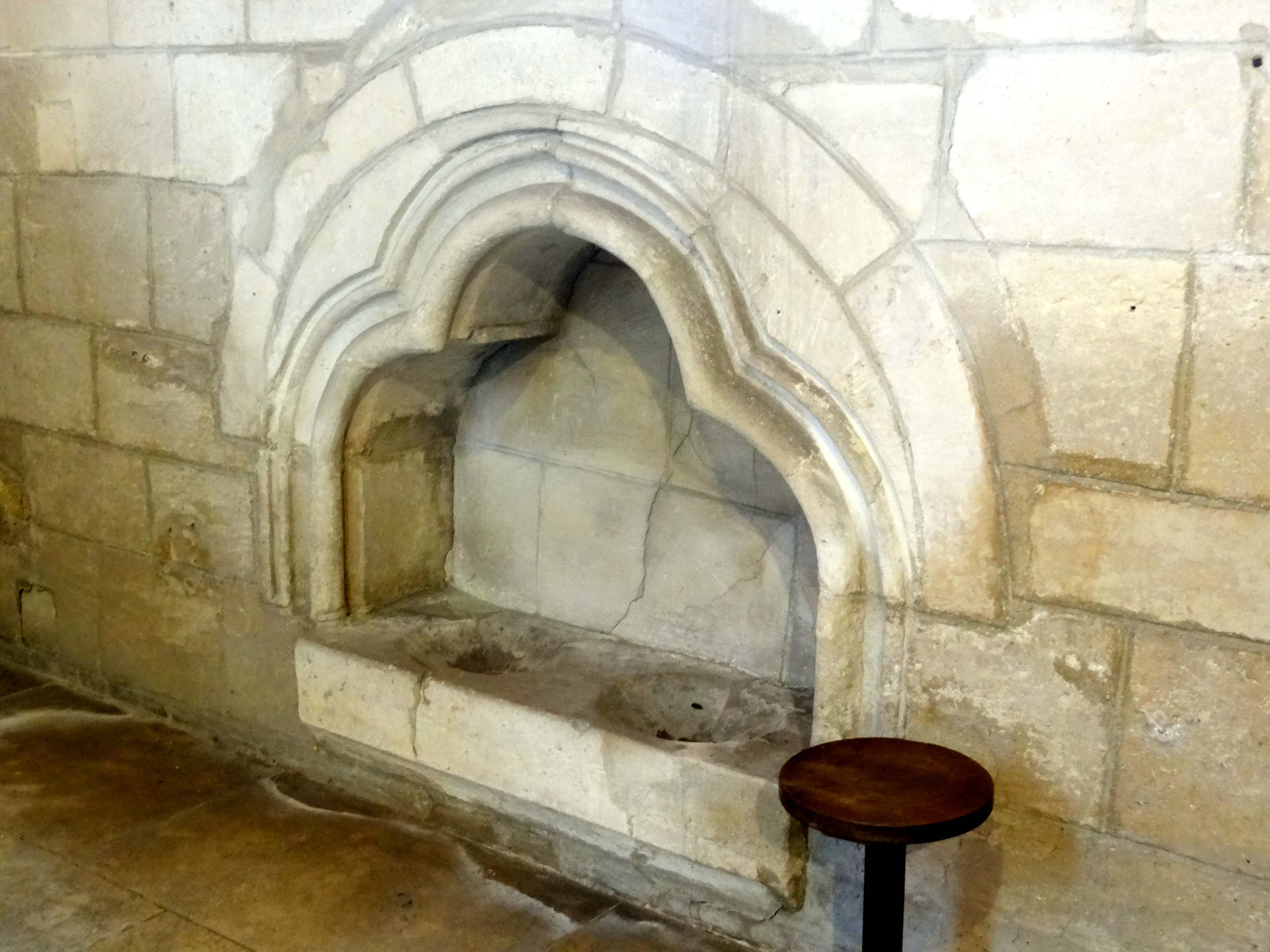
Piscine liturgique au sud de la 2e travée.

#### Croisillon nord

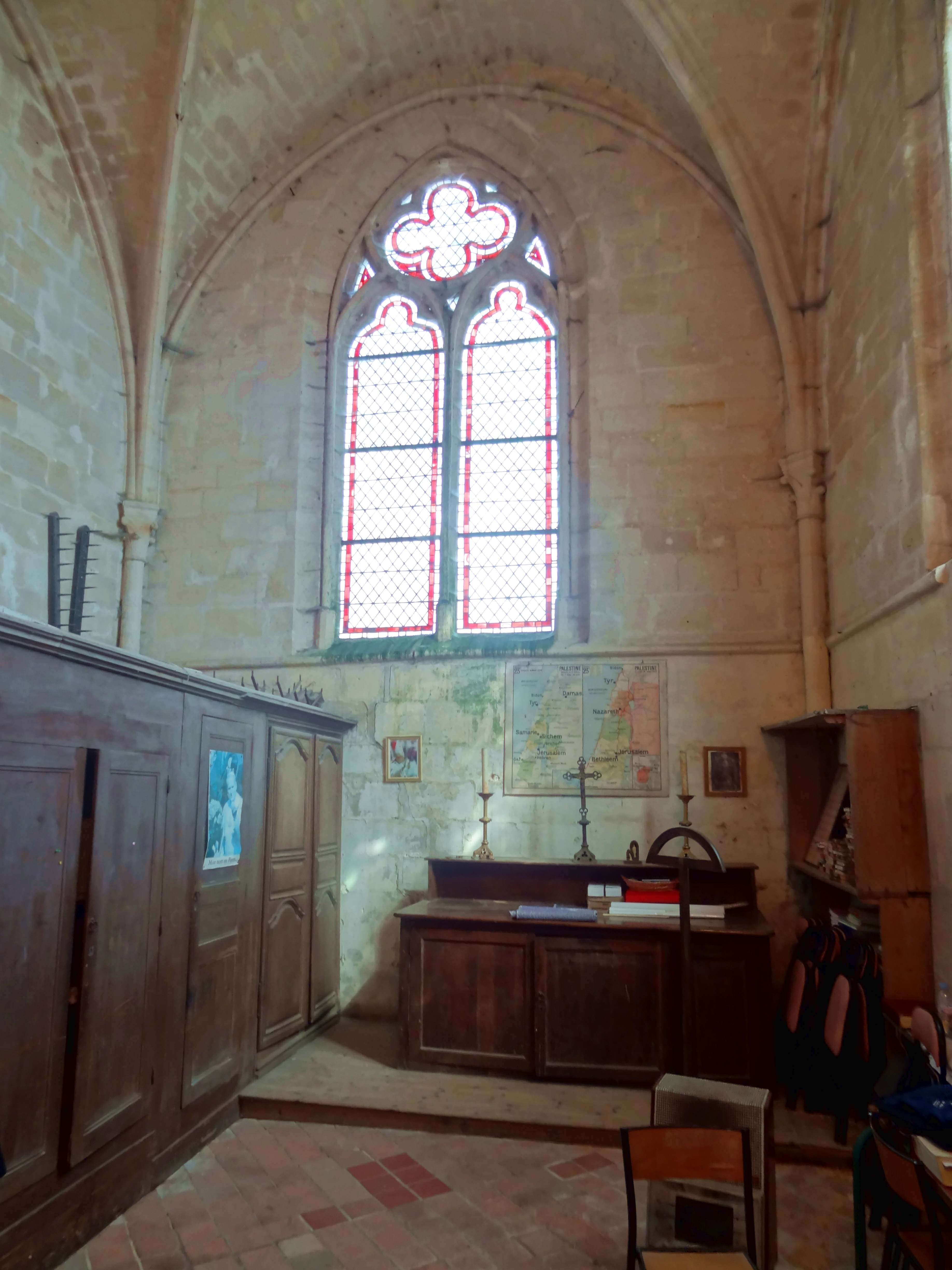
Croisillon, vue vers le nord.

Le croisillon ou la chapelle au nord de la base du clocher, que l'on peut considérer comme la croisée du transept, le croisillon sud n'ayant jamais été construit, a été ajouté vers la fin du XIIIe siècle, et sert depuis longtemps de sacristie. L'intercommunication avec les travées adjacentes a toujours été imparfaites, car la présence de la cage d'escalier située dans l'angle sud-ouest de la chapelle réduisait l'ouverture des grandes arcades vers le bas-côté et vers le chœur. Il est donc certain que la tourelle d'escalier existe au moment de la construction du croisillon, ou soit au moins contemporaine de celui-ci. Elle ne présente d'autre particularité qu'un bandeau doublement biseauté à environ deux mètres et demi du sol, et est éclairée par de petites baies rectangulaires vitrées. L'accès se fait uniquement depuis le chœur. La chapelle est soigneusement appareillée en pierre de taille, comme le reste de l'église. Elle possède des fenêtres au nord et à l'est. Ce sont de grandes fenêtres à remplage de type gothique rayonnant tardif. À l'est, le réseau est assez simple, et se compose de deux lancettes surmontées d'un oculus circulaire. Au nord, le réseau est plus abouti : des têtes trilobées s'inscrivent dans des lancettes, et un quatre-feuilles, dont la moitié inférieure manque, dans l'oculus. Ce manque permet l'hypothèse que la baie orientale possédait primitivement le même réseau secondaire. Avec l'exception du meneau central, les meneaux du réseau primaire sont garnis d'un tore, qui ne porte pas de chapiteaux, et ceci seulement à l'intérieur de l'église. Sinon, la modénature est chanfreinée. Les bases sont de simples blocs polygonaux. Le pourtour des baies est mouluré d'une large gorge, et elles prennent appui sur un tore, qui fait le tour de la chapelle à la limite des allèges. Les ogives et les formerets sont des tores d'un même diamètre, mais le tore des ogives est en forme d'amande. Les nervures retombent ensemble sur des colonnettes à chapiteaux uniques logées dans les angles. Leur haut tailloir n'est que sommairement mouluré, et les corbeilles effilées arborent des crochets stylisés. Ces tailloirs et chapiteaux paraissent anachroniques par rapport à la voûte et au remplage des fenêtres, mais les bases des réseaux des fenêtres traduisent déjà une certaine négligence des détails. Il n'y a par ailleurs pas de formeret au sud, et la disposition dans l'angle sud-ouest est irrégulière. Les fûts pose en délit sont en revanche d'un bel effet.

### Extérieur

#### Nef et bas-côté

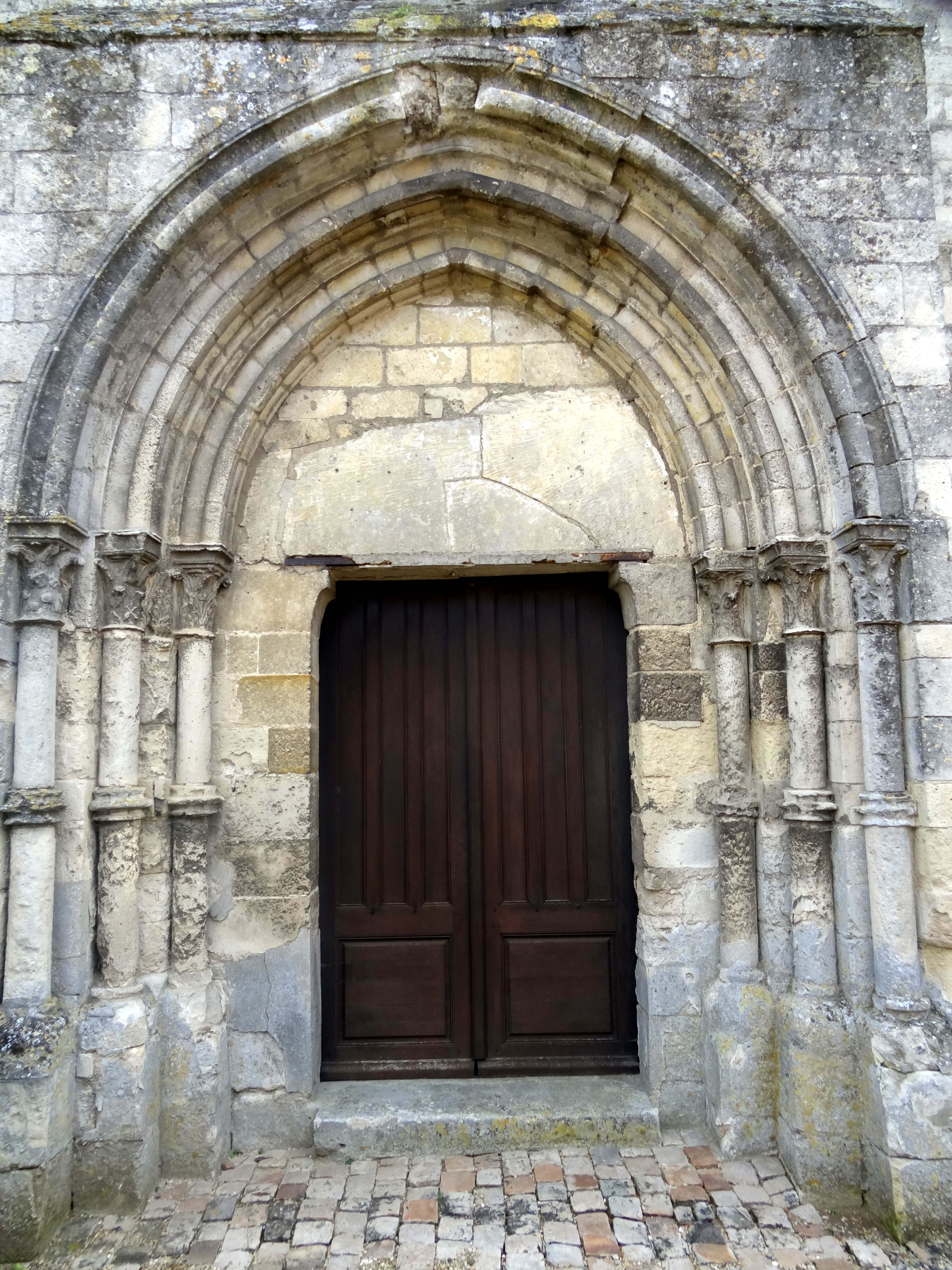
Portail occidental.

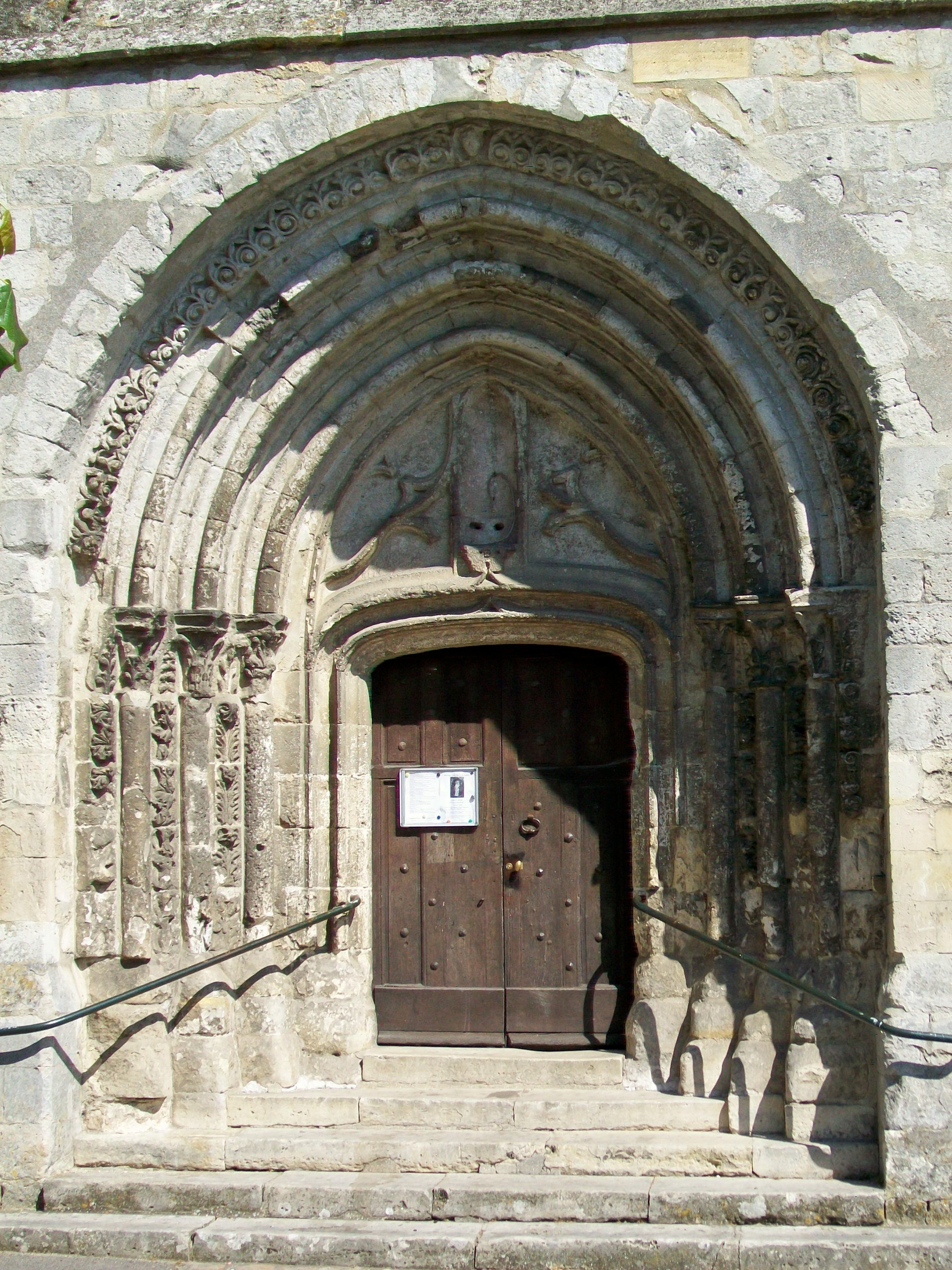
Portail latéral sud.

Le portail occidental, peu exposé à la vue car donnant uniquement sur le cimetière, présente un décor moins élaboré que son homologue au sud, mais serait néanmoins digne de servir de portail principal à des églises autrement importantes. Son archivolte se compose de trois tores accompagnés d'une gorge, et retombe sur trois colonnettes à chapiteaux de chaque côté, qui sont logées dans des angles rentrants. Il en résulte une profondeur considérable, et le portail forme donc un avant-corps, qui est amorti par un glacis, sur lequel prend appui la grande baie occidentale dépourvue de toute ornementation. Les tailloirs carrés accusent un profil qui ne se trouve pas à l'intérieur de l'église. Ils se composent d'un listel et d'un large cavet entre deux minces baguettes. Sur trois tailloirs, les cavets sont sculptés de besants. Les corbeilles sont d'une silhouette allongée. Trois parmi elles comportent un anneau en haut, selon un parti qui s'impose à la dernière phase de la première période gothique, à partir des années 1220 environ. La sculpture est d'un style distingué et fait appel à divers feuillages, disposés en deux rangs, avec des feuilles aux extrémités recourbées en crochets en haut, et des feuilles appliquées en bas. À gauche, l'intervalle entre deux des chapiteaux est également sculpté d'une feuille polylobée. Les fûts se composent de deux hauts tambours monolithiques, séparés par une bague au profil de trois baguettes séparées par des tores. Les bases ressemblent à celles que l'on voit dans le chœur. Les piédroits ont été refaits, de même que le tympan, qui semble comporter des éléments d'un tympan monolithique brisé. À part le portail, la façade n'offre rien de remarquable. Les deux contreforts qui délimitent le mur occidental de la nef à gauche et à droite ont été remaniés. Ils sont scandés par des larmiers de deux types différents, sans symétrie exacte entre les deux contreforts. Dans ce contexte, l'on peut signaler le contrefort oblique à l'angle nord-ouest du bas-côté, selon un parti caractéristique de la période flamboyante finissante plutôt que du XVe siècle ; sa corniche en doucine ; et le larmier au profil complexe, qui marque à la fois la fin des glacis sommitaux des contreforts, et la limite des allèges,.
Le mur méridional de la nef est épaulé par quatre contreforts plats, qui se retraitent deux fois grâce à un fruit, et s'amortissent par un glacis. L'avant-corps du portail est ici compris entre deux contreforts, qui font oublier sa saillie. Les fenêtres en plein cintre de la première, de la troisième et de la quatrième travée ne présentent qu'un très faible ébrasement extérieur, et ne sont pas décorées. Le petit oculus au dessus du portail est toutefois entouré d'un tore et d'une gorge. Le mur gouttereau est couronné d'une corniche, dont le profil est analogue au bandeau qui court à la limite des allèges à l'intérieur du chœur. Elle repose sur des modillons sculptés de masques. Si ces différents détails évoquent la période romane, le portail est quant à lui nettement gothique, à l'instar de son homologue en façade. D'un ordonnancement similaire, il possède en plus une frise de petites palmettes au-dessus de la voussure supérieure, et chacune des colonnettes est flanquée d'une frise verticale. Deux de ces frises remplissent les intervalles entre les fûts, tandis que la troisième se situe vers l'extérieur. Chaque frise arbore un motif différent, et se compose de cinq blocs, dont un au niveau des chapiteaux, et quatre au niveau des fûts. Ces quatre blocs sont en principe identiques, mais ceux plus proches du sol sont moins bien conservés. Comme à l'ouest, le piédroit et le tympan ont été refaits, mais ici, l'on procéda avec davantage de soin. Le linteau en anse de panier et les piédroits sont sculptés d'une gorge continue délimitée par deux arêtes saillantes. Le tympan comporte une niche à statue à faible relief entre deux paires de mouchettes dissymétriques. Ce motif est l'apanage habituel des fenêtres flamboyantes, mais à Villeneuve-sur-Verberie, celles-ci restent frustes,.

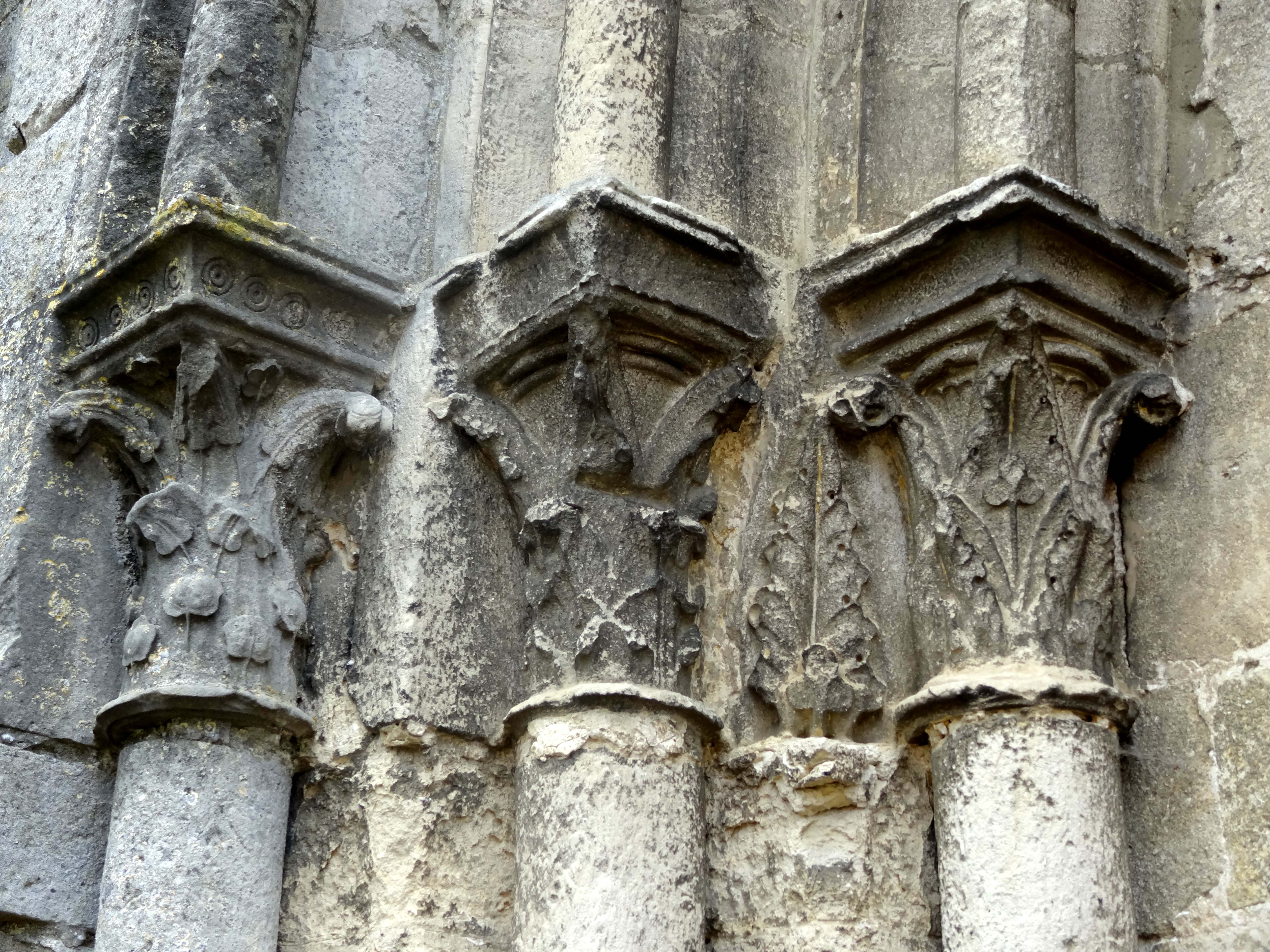
Portail occidental, chapiteaux à gauche.
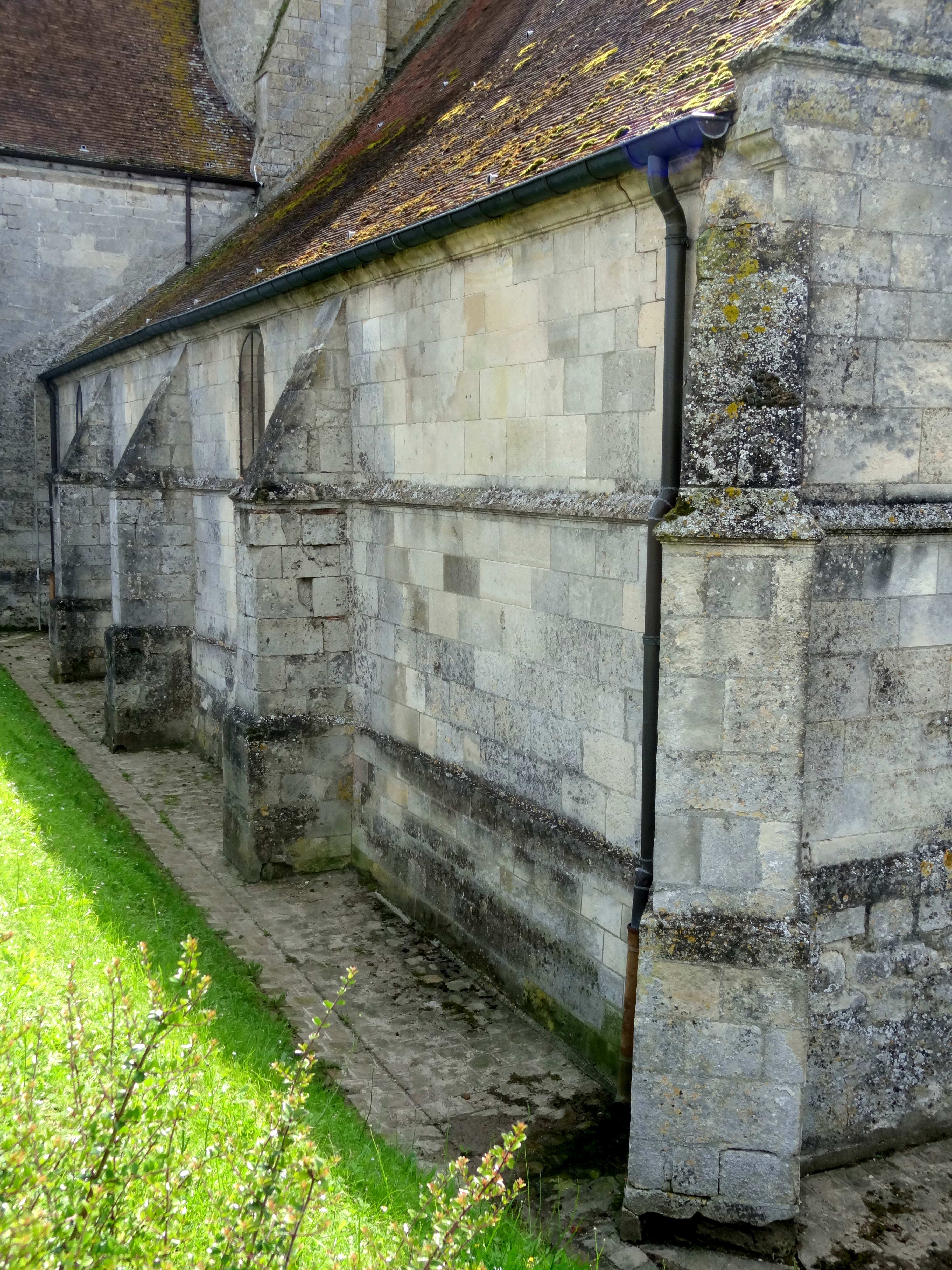
Bas-côté, vue depuis le nord-ouest.
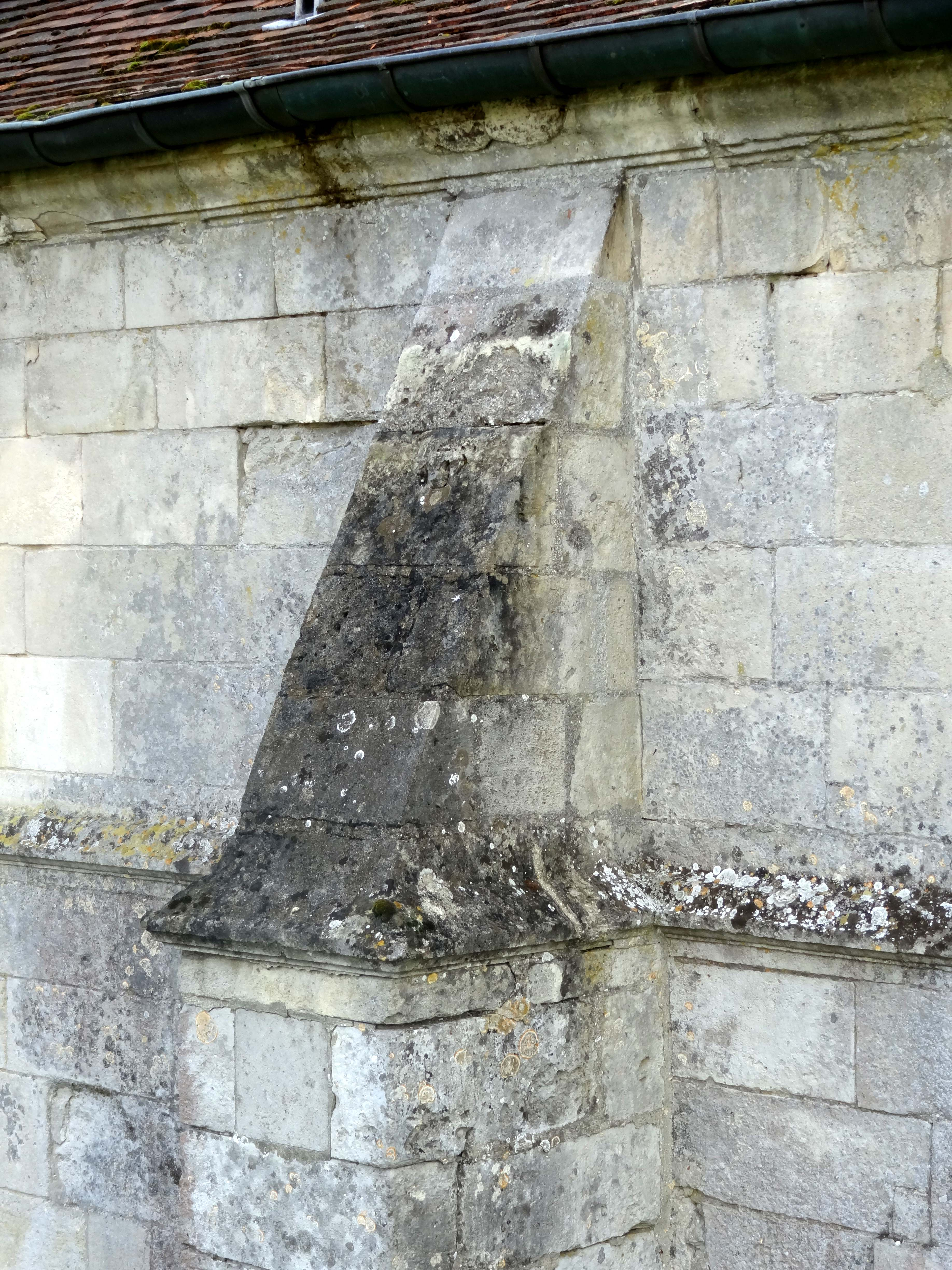
Bas-côté, détail des contreforts et larmier.
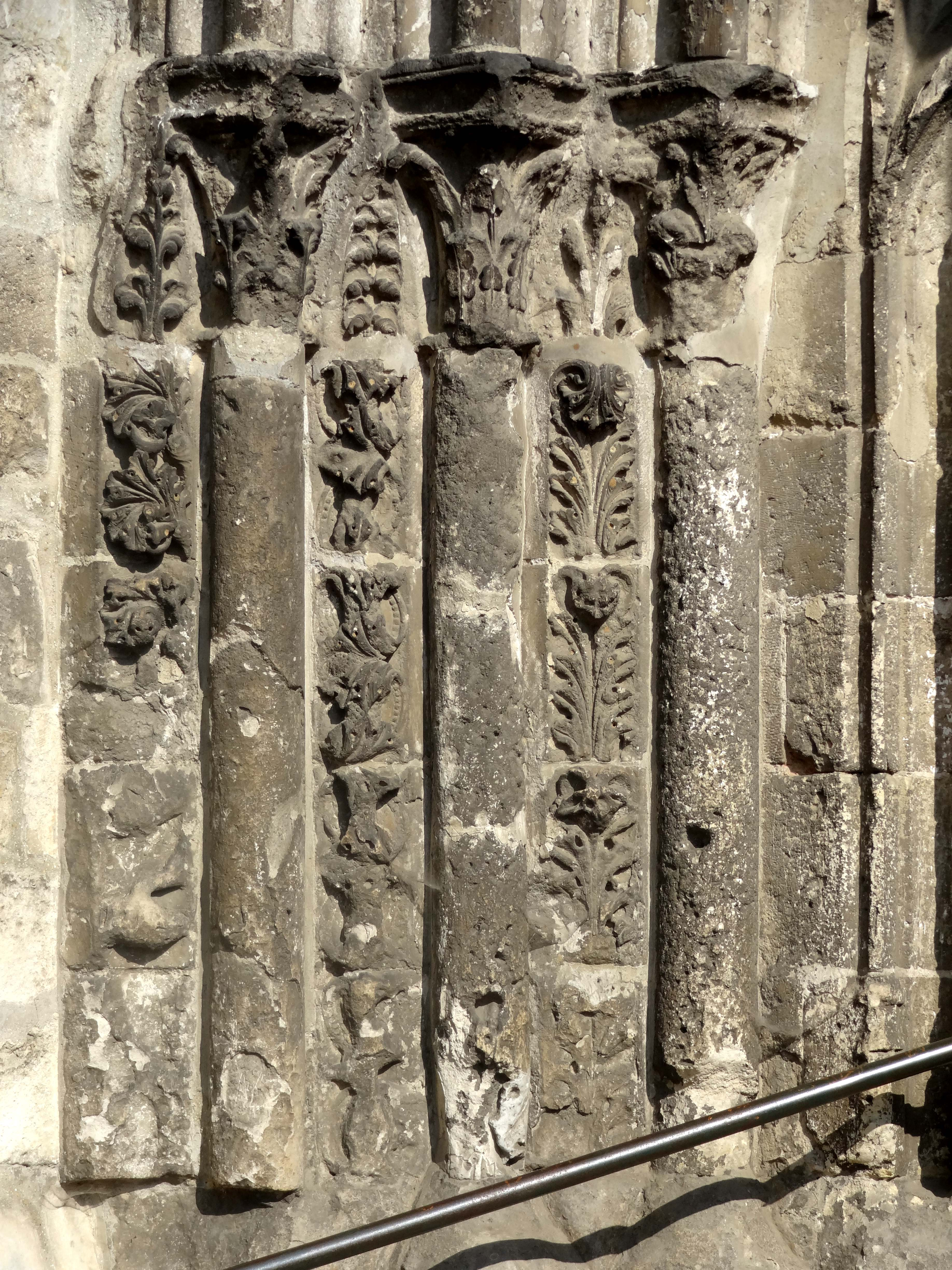
Portail latéral sud, colonnettes à gauche.
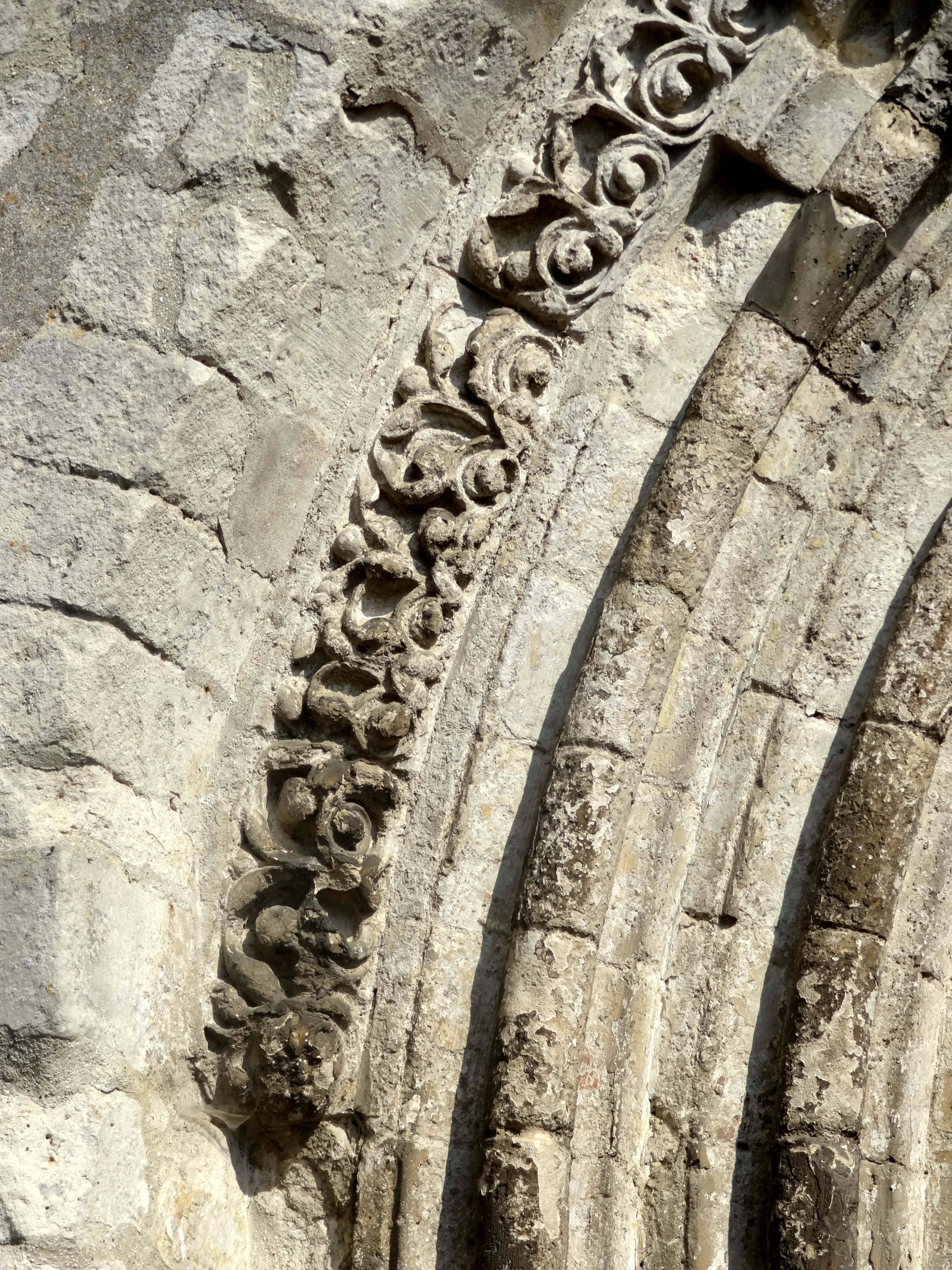
Portail latéral sud, frise de l'archivolte.
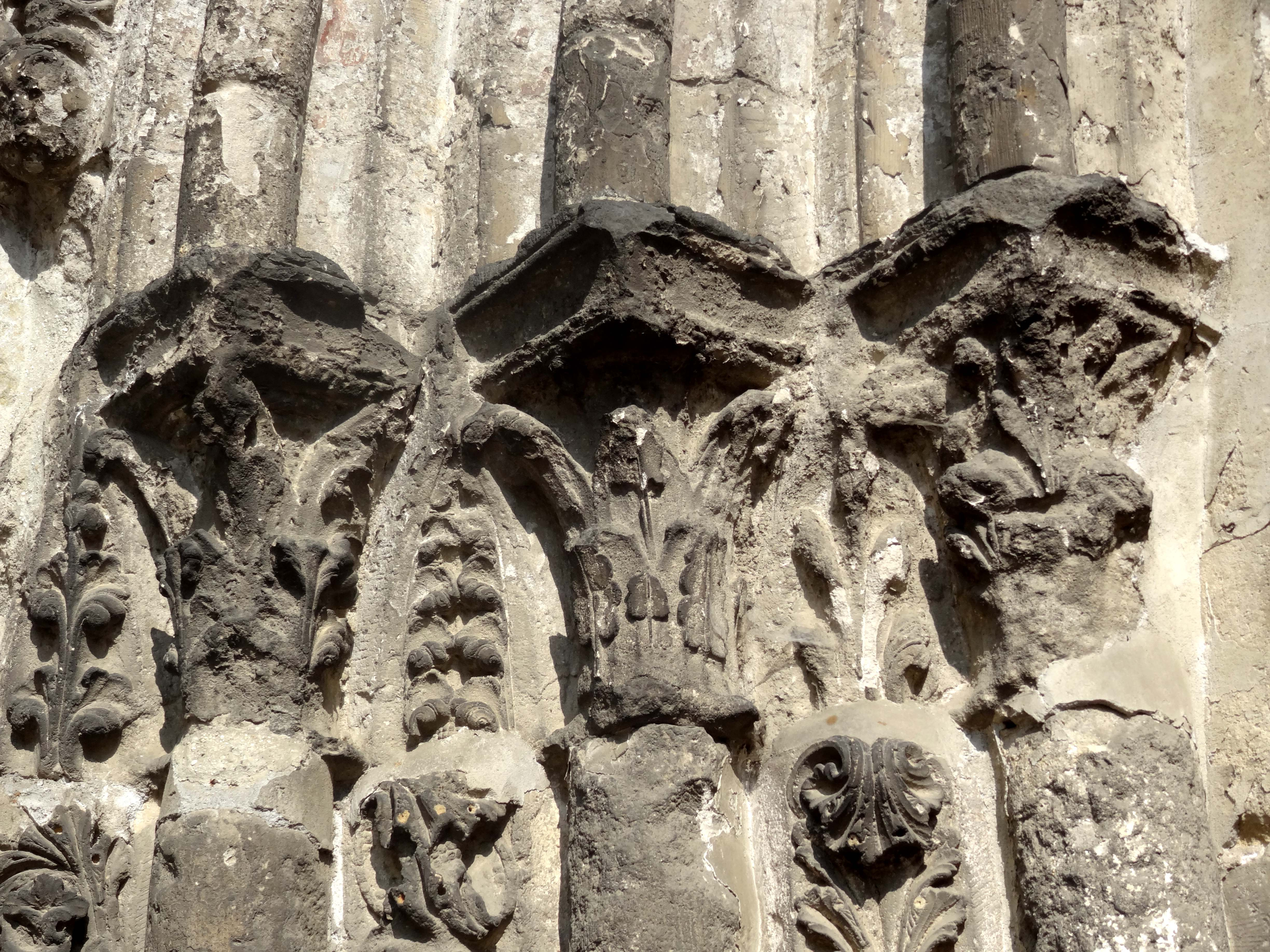
Portail latéral sud, chapiteaux à gauche.

#### Clocher et parties orientales

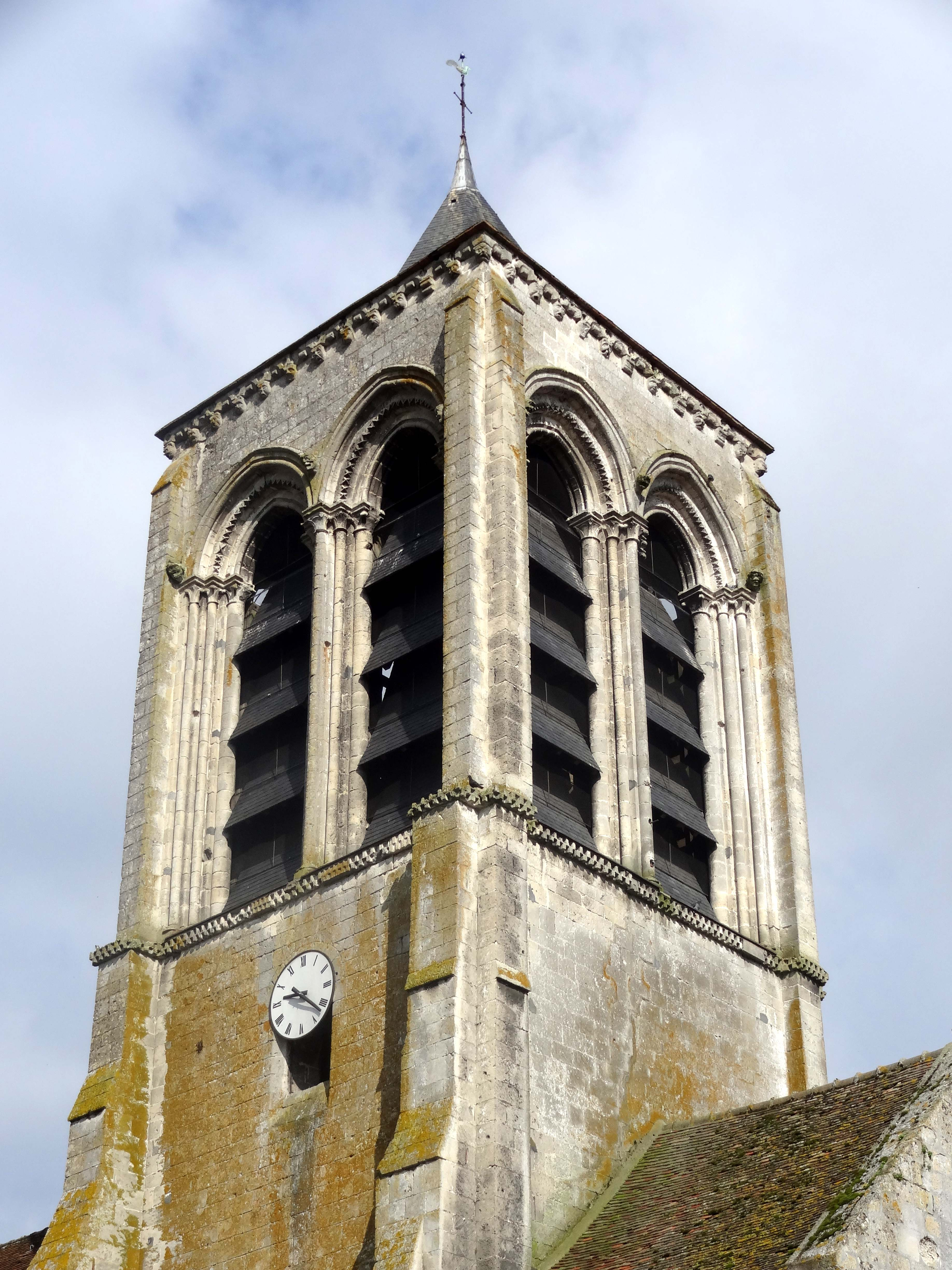
Clocher, vue depuis le sud-est.

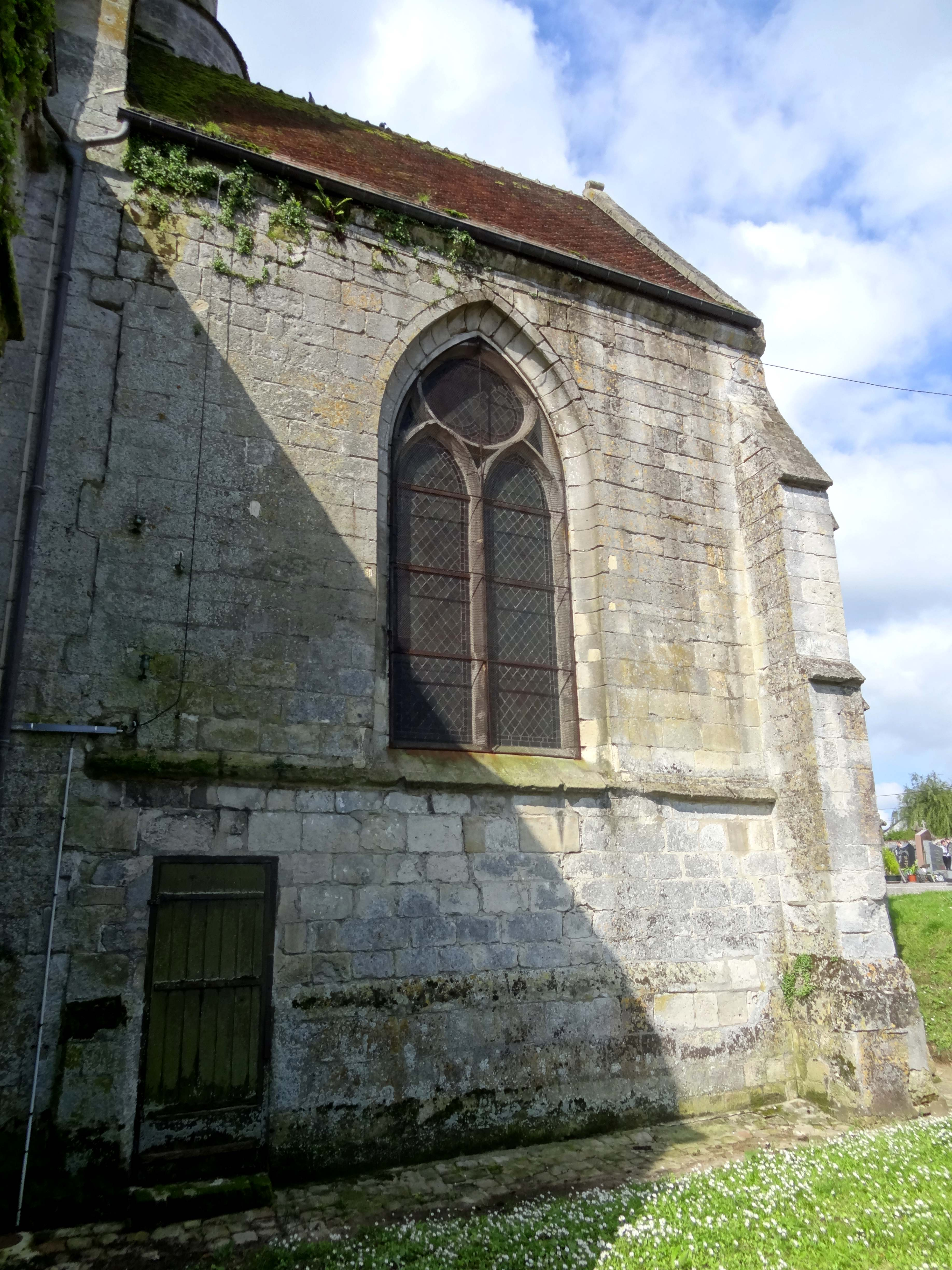
Croisillon nord, chevet.

L'impressionnant clocher carré, à trois niveaux d'élévation, est disproportionné par rapport à la taille de l'église, ce qui est surtout mis en évidence par les grandes dimensions des baies abat-son de l'étage de beffroi. Comme les deux portails, cet étage affirme bien son style gothique. Il est d'une conception rigoureuse et très élégant. Son effet est seulement diminué par une flèche en charpente nettement trop basse. L'étage est délimité inférieurement par deux rangs de petites billettes formant damier, et supérieurement, par une corniche très curieuse, où alternent des ovales concaves en biseau, accueillant chacun une billette, et des cercles excavés. Les limites entre deux blocs taillés se situent au milieu des cercles, et c'est ici que sont placés les mascarons sur lesquels repose la corniche. Les angles de l'étage sont flanqués de deux minces contreforts orthogonaux peu saillants, qui sont strictement verticaux, et s'achèvent par un court glacis formant larmier. Les baies et leurs multiples colonnettes à chapiteaux occupent tout l'espace disponible entre deux contreforts, sauf au nord, où il n'y a qu'une seule baie en raison de la présence de la tourelle d'escalier. Fait rare, celle-ci est plus élevée que la tour elle-même, et dessert tous les niveaux jusqu'au comble de la flèche. Chaque baie s'ouvre sous une triple archivolte, et entre six colonnettes à chapiteaux appareillées. La colonnette médiane devant le trumeau central est partagée par les deux baies voisines. Les chapiteaux de ces colonnettes sont sculptés de crochets, et ont des tailloirs composés d'une plate-bande, d'une gorge et d'un tore. Ils reçoivent les voussures de l'archivolte, dont celle du milieu est sculpté de fleurs de violette excavées, tandis que les deux autres sont toriques. Un bandeau doublement biseauté complète chacune des archivoltes, et retombe sur trois têtes saillantes, dont celle du milieu est partagée. Comparé à cet étage richement décoré, l'étage intermédiaire qui le sépare de la base (en l'occurrence, la première travée du chœur), se fait très discret, conformément à l'usage. L'unique fenêtre visible depuis l'extérieur se situe au sud, et sa partie supérieure accueille le cadran d'horloge. Les contreforts à l'est et à l'ouest ne sont pas plus saillants que ceux de l'étage de beffroi, tandis que ceux au nord et au sud comportent de nombreuses retraites par des larmiers et glacis.
La première travée du chœur, en même temps base du clocher, n'est visible que depuis le sud : au nord, le croisillon s'y raccorde. La base du clocher a des murs plus épais que les étages, ce qui nécessite une retraite grâce à un fruit au début de l'étage intermédiaire. Les murs de la deuxième travée se terminent par une corniche analogue à celle de la nef, y compris au chevet. Les deux fenêtres au sud du chœur sont identiques, mais celle de la première travée commence une assise plus loin du sol. Contrairement à l'intérieur du chœur, le bandeau saillant qui souligne la limite des allèges se situe toutefois sur un même niveau pour les deux travées. Un second bandeau court au niveau des impostes des baies, et s'infléchit au-dessus de celles-ci. Chaque baie est en outre surmontée d'une archivolte torique, qui retombe directement sur les chapiteaux de deux colonnettes en délit baguées en leur milieu, sans interposition de tailloirs. Les chapiteaux sont presque aussi remarquables qu'à l'intérieur. Au nord, l'architecte s'est donné moins de peine, car la baie y dispose du bandeau doublement biseauté comme seul décor. Au chevet, l'on observe encore, de part et d'autre de la grande baie flamboyante tardive, les amorces de la première et de la dernière baie du triplet qui éclairait primitivement le chœur, comme sur une bonne partie des chevets plats des environs : Avilly-Saint-Léonard, Borest, Ermenonville, Noël-Saint-Martin, Saint-Christophe-en-Halatte, Saint-Vincent de Senlis, Ver-sur-Launette, etc. Globalement plus sobre que le chœur, mais non moins soigné, est le croisillon nord ajouté après coup. Ici, les murs se retraitent grâce à un fruit après la quatrième assise, comme sur le bas-côté, et un larmier marque la limite des allèges. Curieusement, le larmier intermédiaire des contreforts, qui sont amortis par un glacis formant larmier, ne se situe pas au même niveau, mais plus haut. La corniche est une simple tablette biseautée.

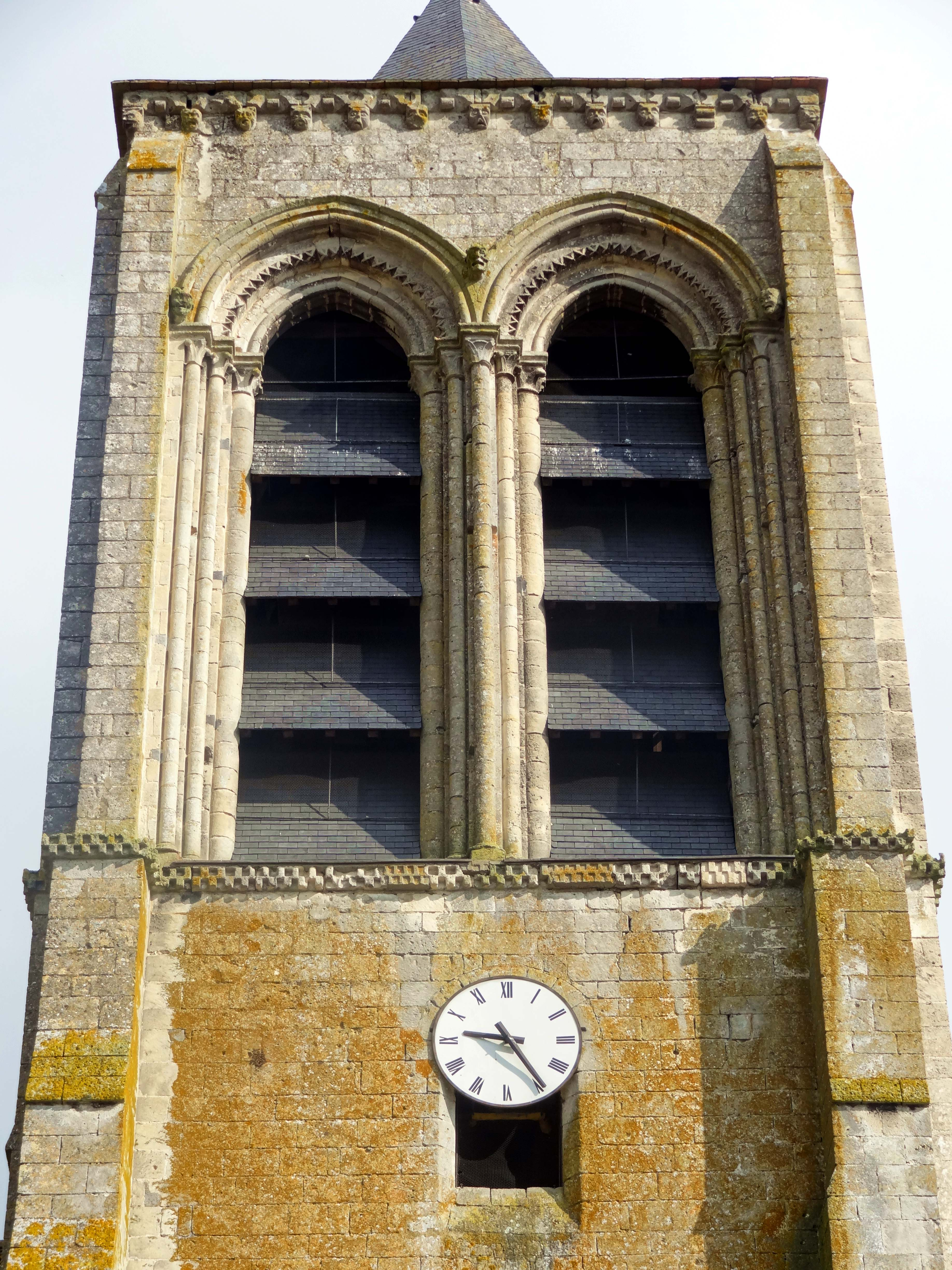
Clocher, étage de beffroi, côté sud.
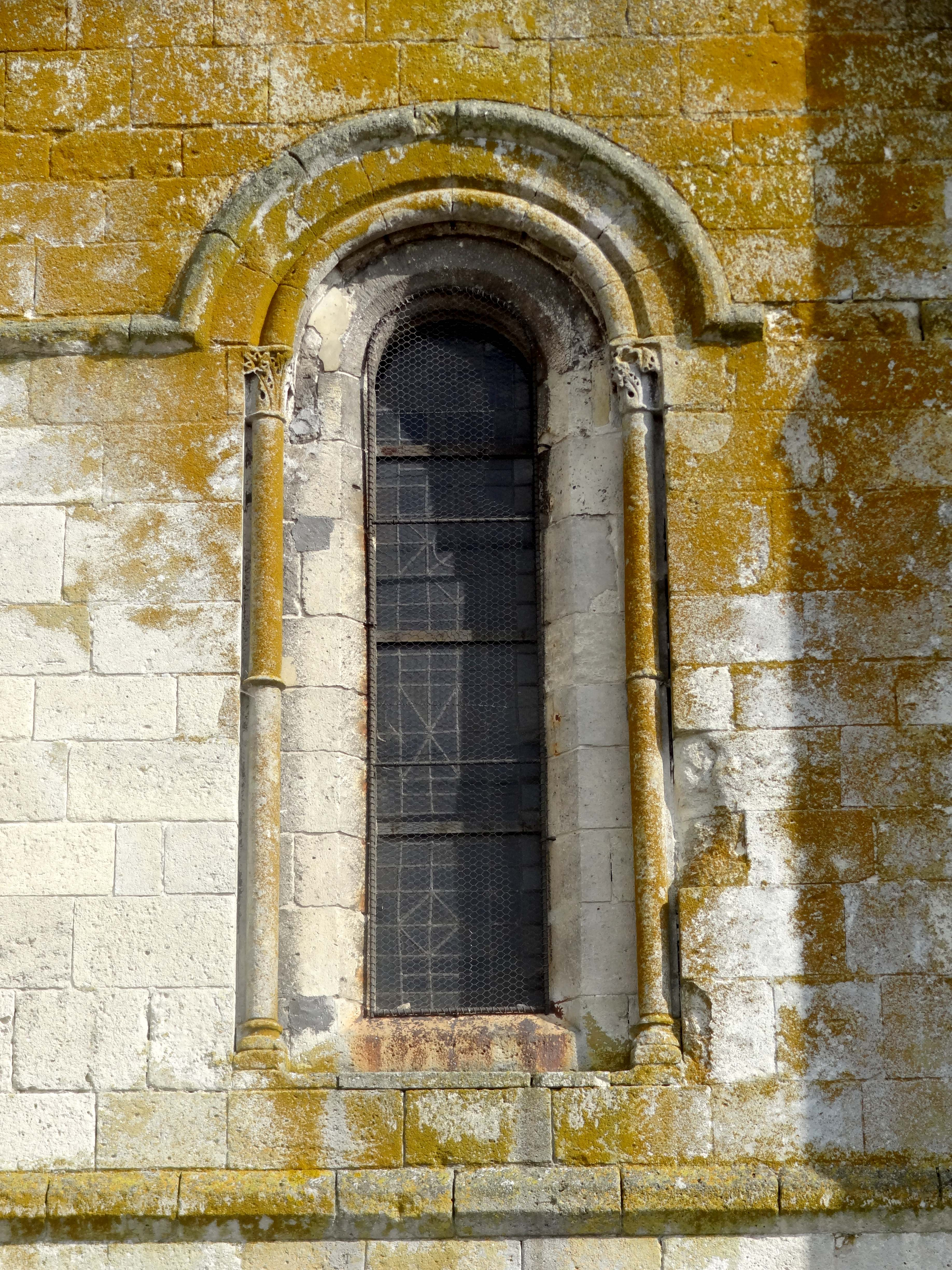
Chœur, fenêtre sud de la 1re travée.
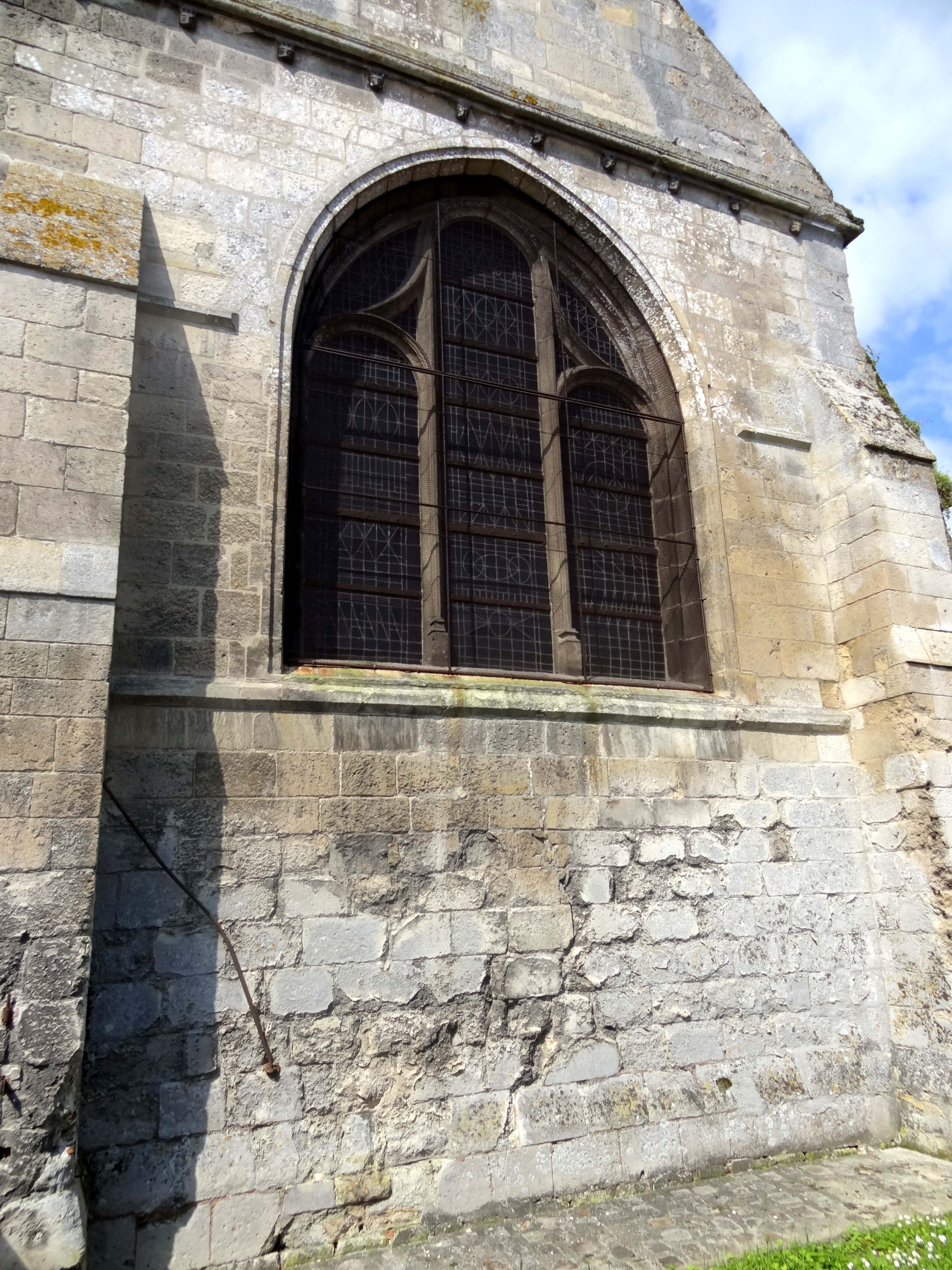
Chevet, fenêtre du 2e quart du XVIe.
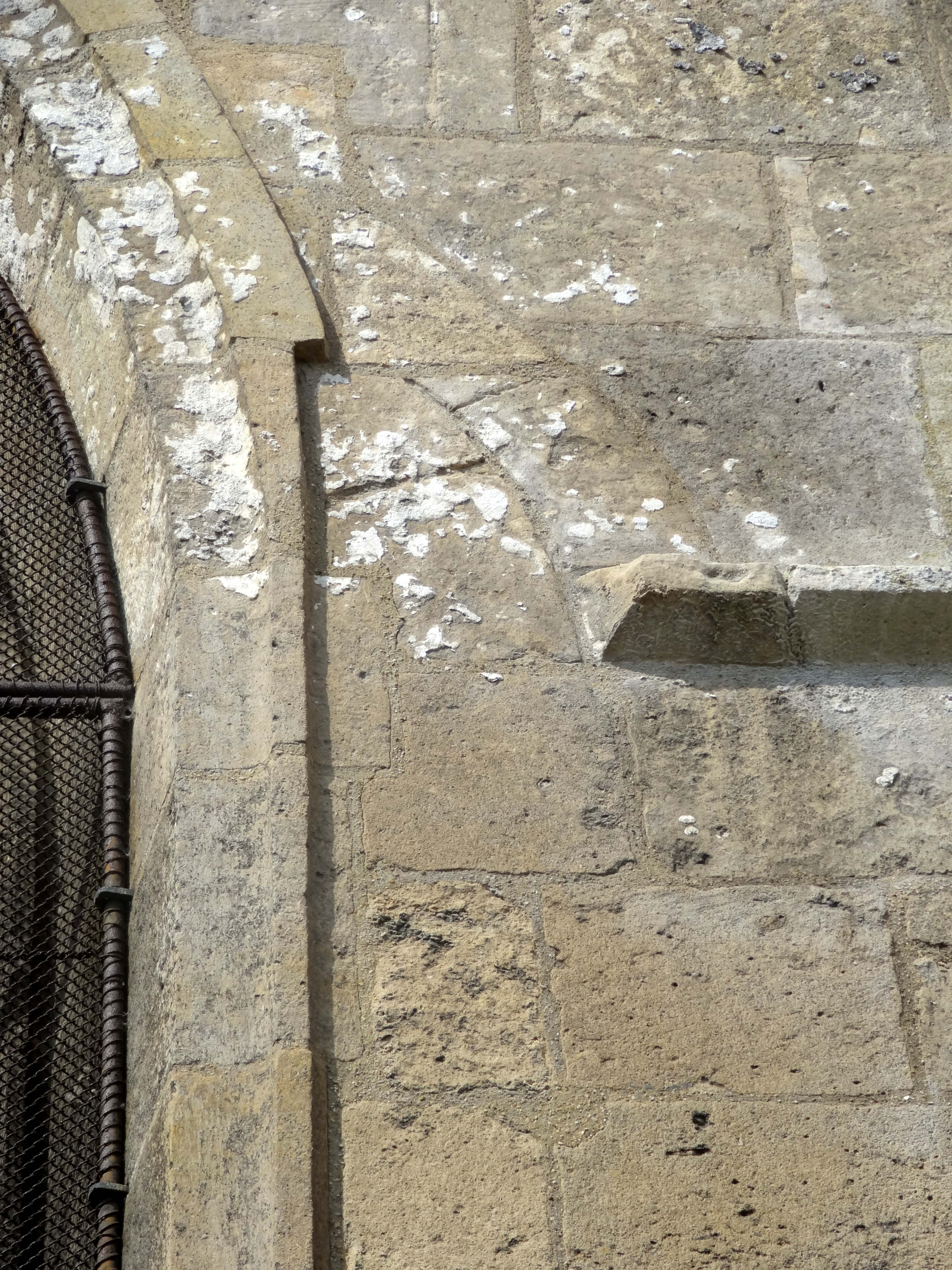
Chevet, vestige du triplet à droite.
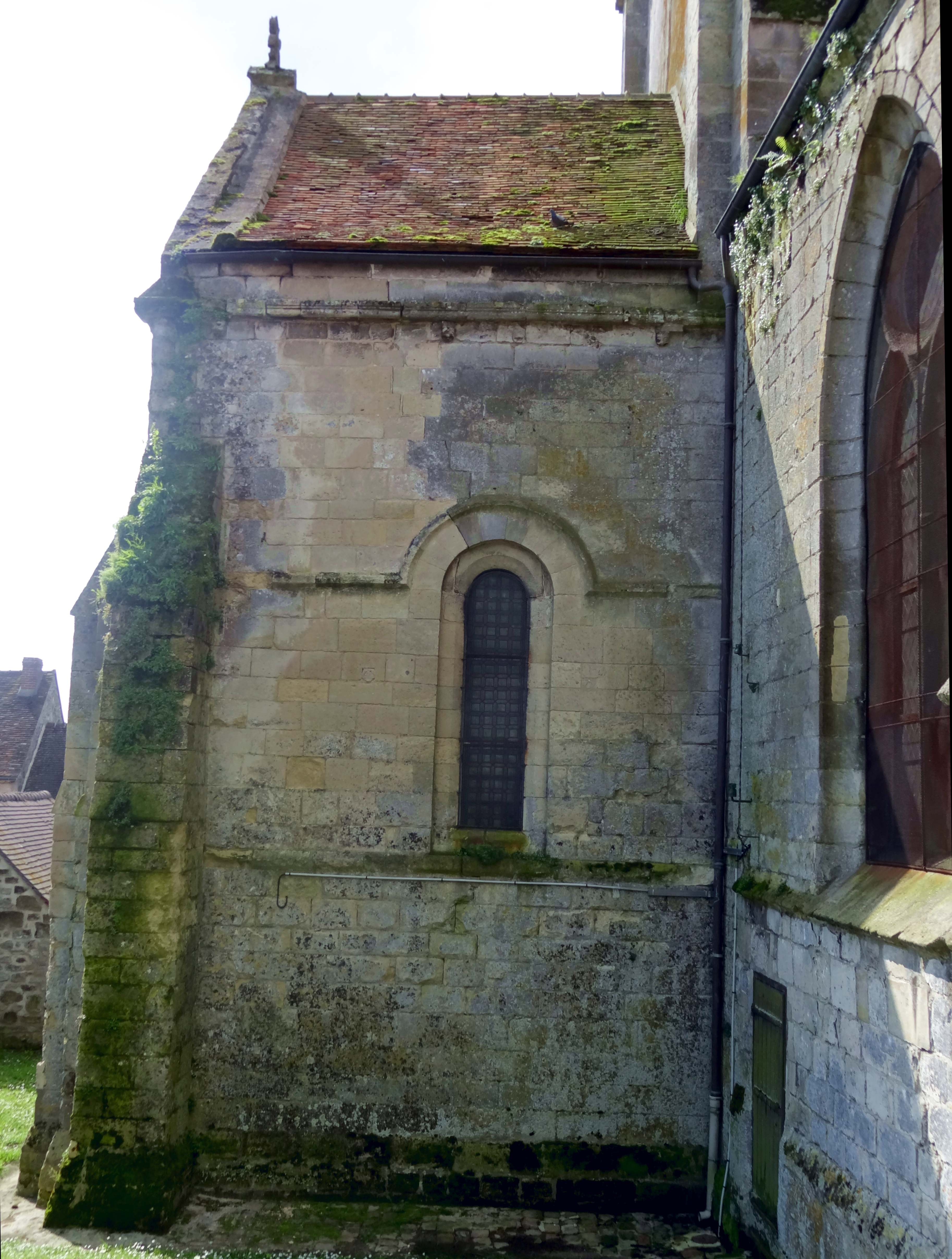
Chœur, 2e travée, vue depuis le nord.
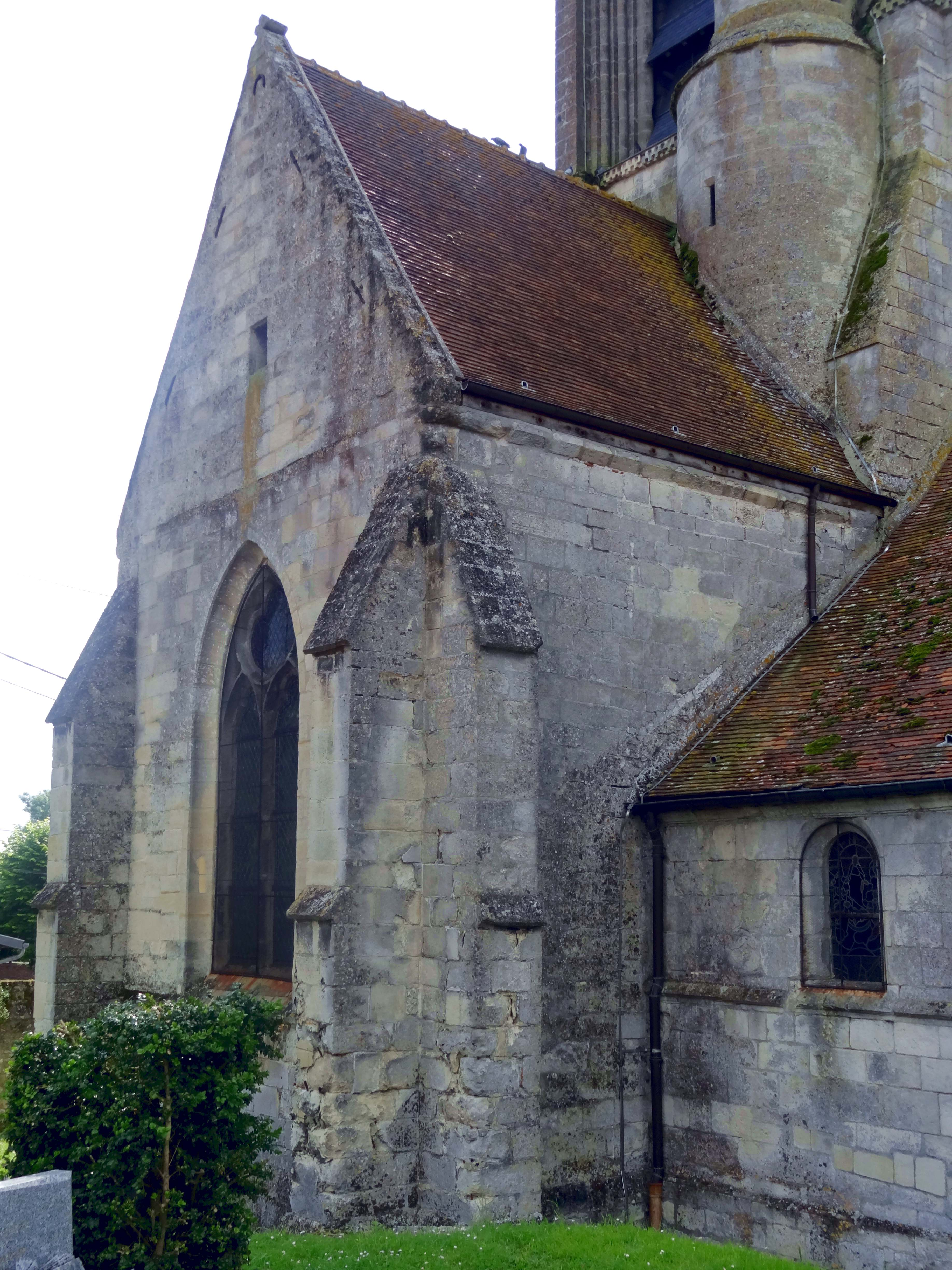
Croisillon, vue depuis le nord-ouest.

## Mobilier

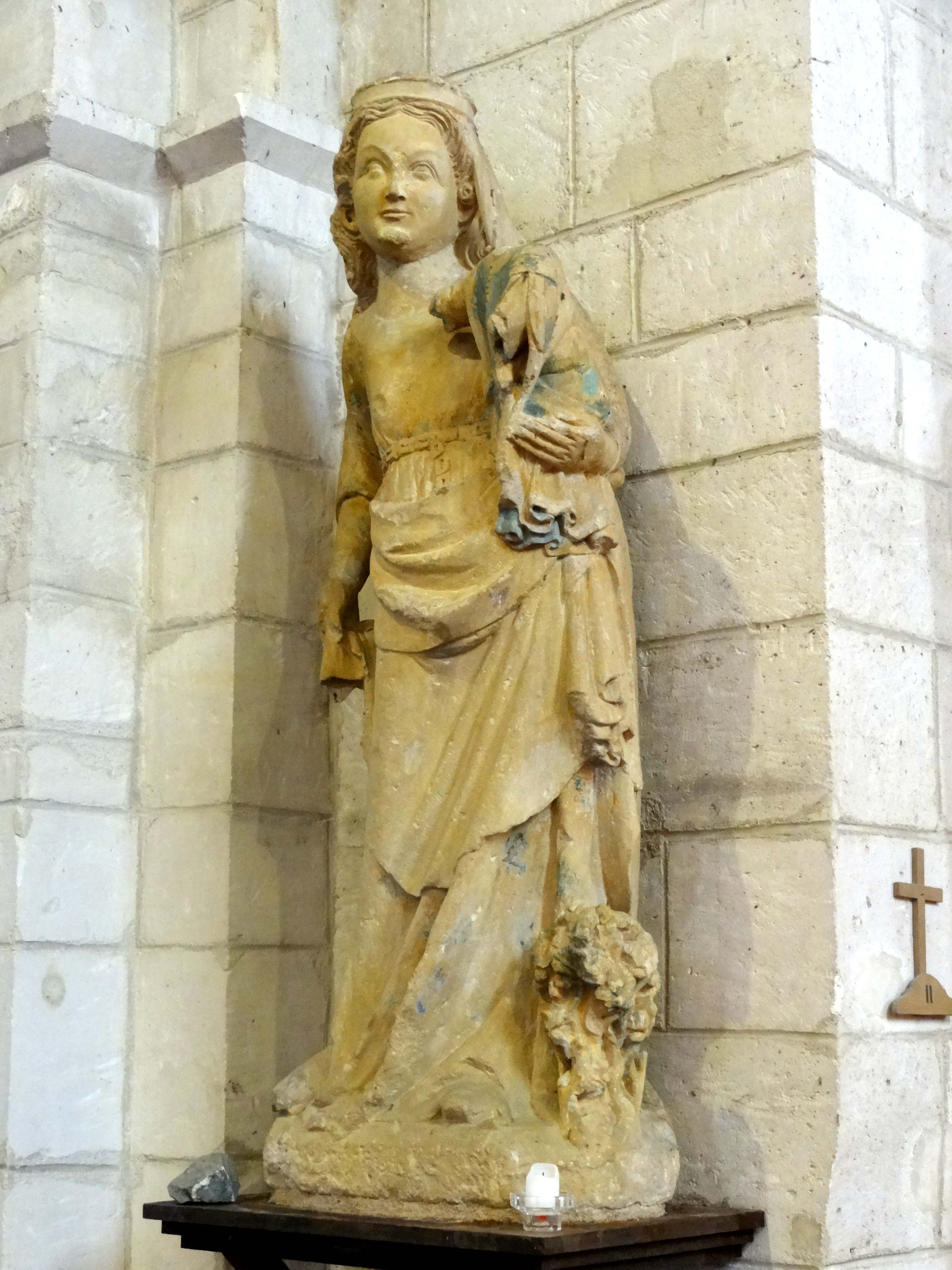
Vierge à l'Enfant.

Parmi le mobilier de l'église, trois statues, deux ensembles de panneaux peints, une dalle funéraire et un fond d'armoire de sacristie sont classés ou inscrits monument historique au titre objet. Également classés au titre objet sont les sept chapiteaux à l'intersection des deux travées du chœur, du côté sud.
- La statue en pierre de la Vierge à l'Enfant, avec des traces de polychromie ancienne, mesure 154 cm de hauteur, et date du second quart du XIVe siècle. Elle provient de l'église de Noël-Saint-Martin, et se trouve actuellement à gauche de l'entrée du chœur (une autre Vierge à l'Enfant, non classée, se trouve dans la niche du retable au chevet du bas-côté). La tête et les mains de l'Enfant Jésus manquent. Elles avaient été maladroitement reconstituées lors d'une restauration ancienne, mais les rajouts ont été enlevés lors d'une restauration plus récente par Didier Groux. Cette œuvre est classée depuis novembre 1912[13].
- La statue de saint Louis, en pierre polychrome, mesure 130 cm de hauteur, et date de la première moitié du XVIIe siècle. La main gauche manque, et la couronne est mutilée. La sculpture est inscrite depuis septembre 1991[14].
- La statue de saint Barthélemy, en bois taillé, représente l'Apôtre en tenue épiscopale, la tête coiffée de la mitre. Cette œuvre non exactement datée est rongée par la vermoulure, et les avant-bras avec les mains ainsi que les bouts des pieds manquent. Il n'y a pas non plus d'attribut. L'inscription est intervenue en août 1989[15].
- La dalle funéraire d'Antoine Mouton, curé de l'église Saint-Martin de Bouillant (sur l'actuelle commune de Crépy-en-Valois), mort le 25 août 1572, mesure 50 cm de largeur et 76 cm de hauteur, et est scellée dans le sol devant l'autel de la Vierge Marie, au chevet du bas-côté. Contrairement à ce qu'indique le dossier de protection, cette dalle n'est pas à effigie gravée, mais gravée d'un transi, dont les mains se rejoignent pour la prière. Jusqu'en dessous, le dessin s'interrompt et ne continue qu'au-dessus des genoux, et ceci afin de laisser la place à l'épitaphe en écriture gothique, qui occupe toute la largeur de la dalle. Le texte est redigé ainsi : « Cy gist vénérable discrette / person[n]e Me anthoine mouton / en son vivant p[re]b[st]re curé de / sainct Martin de Boulliant / lequel trespassa le xxve ior / d'aoust mil vC lx et douze / priez dieu por luy ». La dalle est classée depuis novembre 1912[16].
- Deux panneaux de bois peints, représentant des bouquets de fleurs, sont regroupés dans un encadrement de cartouches constitué de pièces de réemploi. Les sept éléments proviennent d'un confessionnal démantelé du XVIe siècle. Ils sont également inscrits depuis septembre 1991[17].
- Quatre panneaux de bois peints, dont deux grands inscrits aux monuments historiques ensemble et deux petits inscrits séparément, sont réunis dans un même cadre. Ces panneaux ne sont pas exactement datés, et leurs dimensions n'ont pas été prises. L'on voit, de gauche à droite, un petit panneau représentant saint Louis en pied ; un grand panneau représentant deux scènes du martyre de saint Barthélemy relaté dans l'ouvrage La Légende dorée ; un grand panneau représentant deux scènes où des donateurs sont agenouillés devant saint Louis ; et un petit panneau représentant un saint auréolé, qui n'est apparemment pas saint Barthélemy. L'on considère que ces panneaux sont des éléments d'un meuble (par exemple, un banc d'œuvre ou un coffre de fabrique). Leur inscription est intervenue par trois arrêtés distincts du 2 septembre 1991[18],[19],[20].
- Le fond d'une armoire de sacristie avec son décor de plis de serviette peint en plusieurs couleurs, et non sculpté comme c'est la règle, date de la même époque, et est lui aussi inscrit depuis septembre 1991[21]. Cet élément n'est pas visible pour le public.

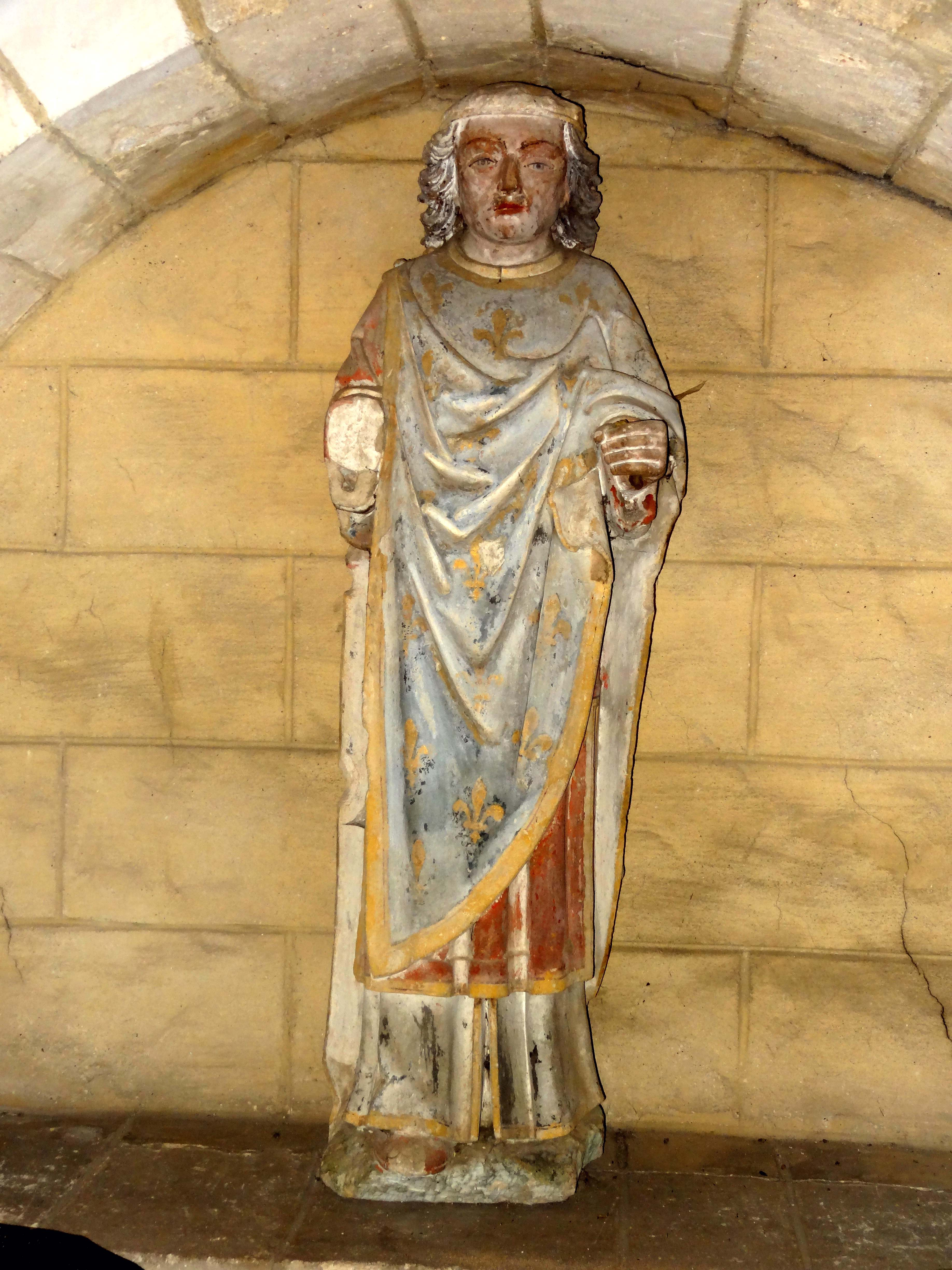
Statue de saint Louis.
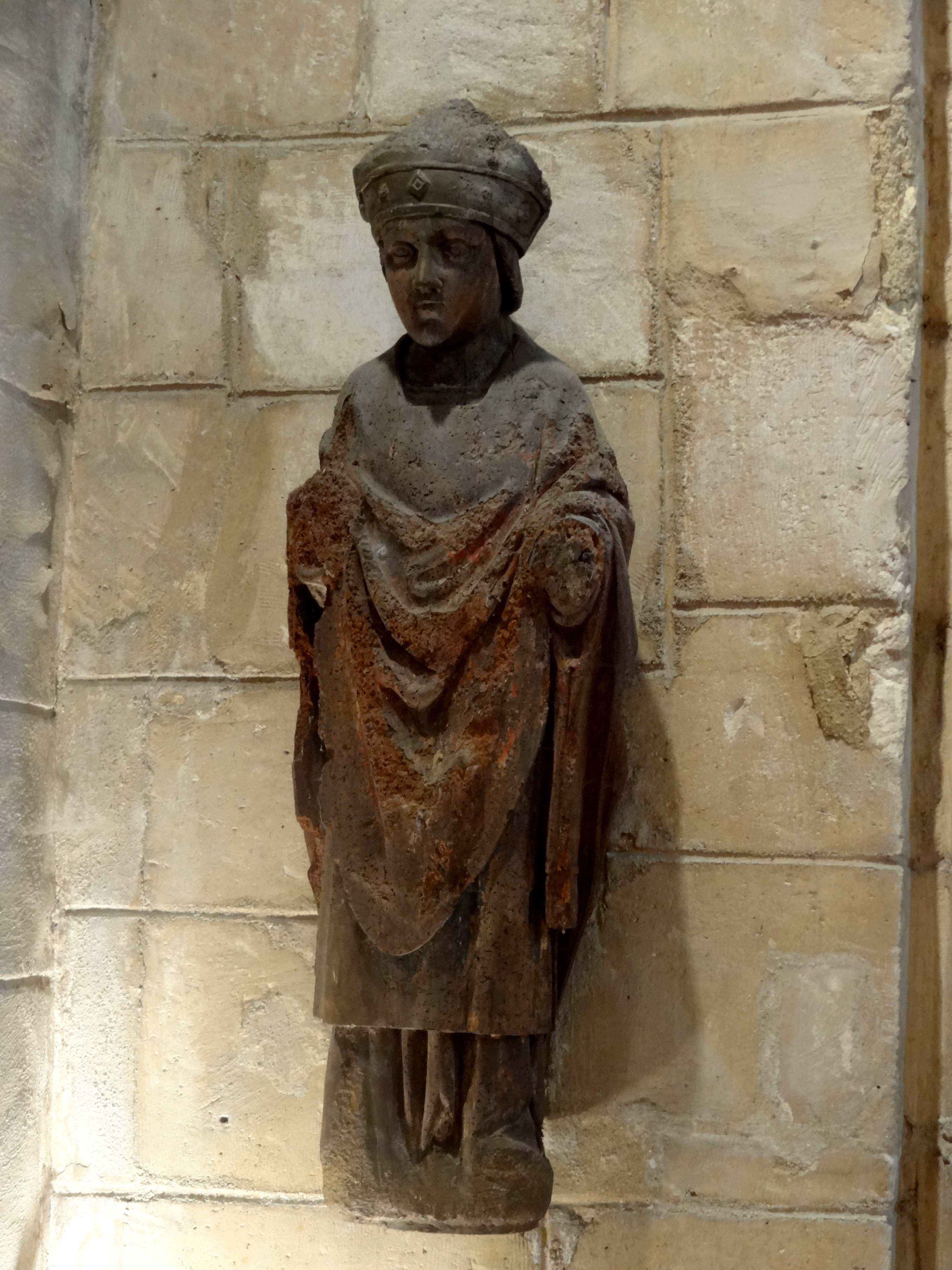
Statue de saint Barthélemy.
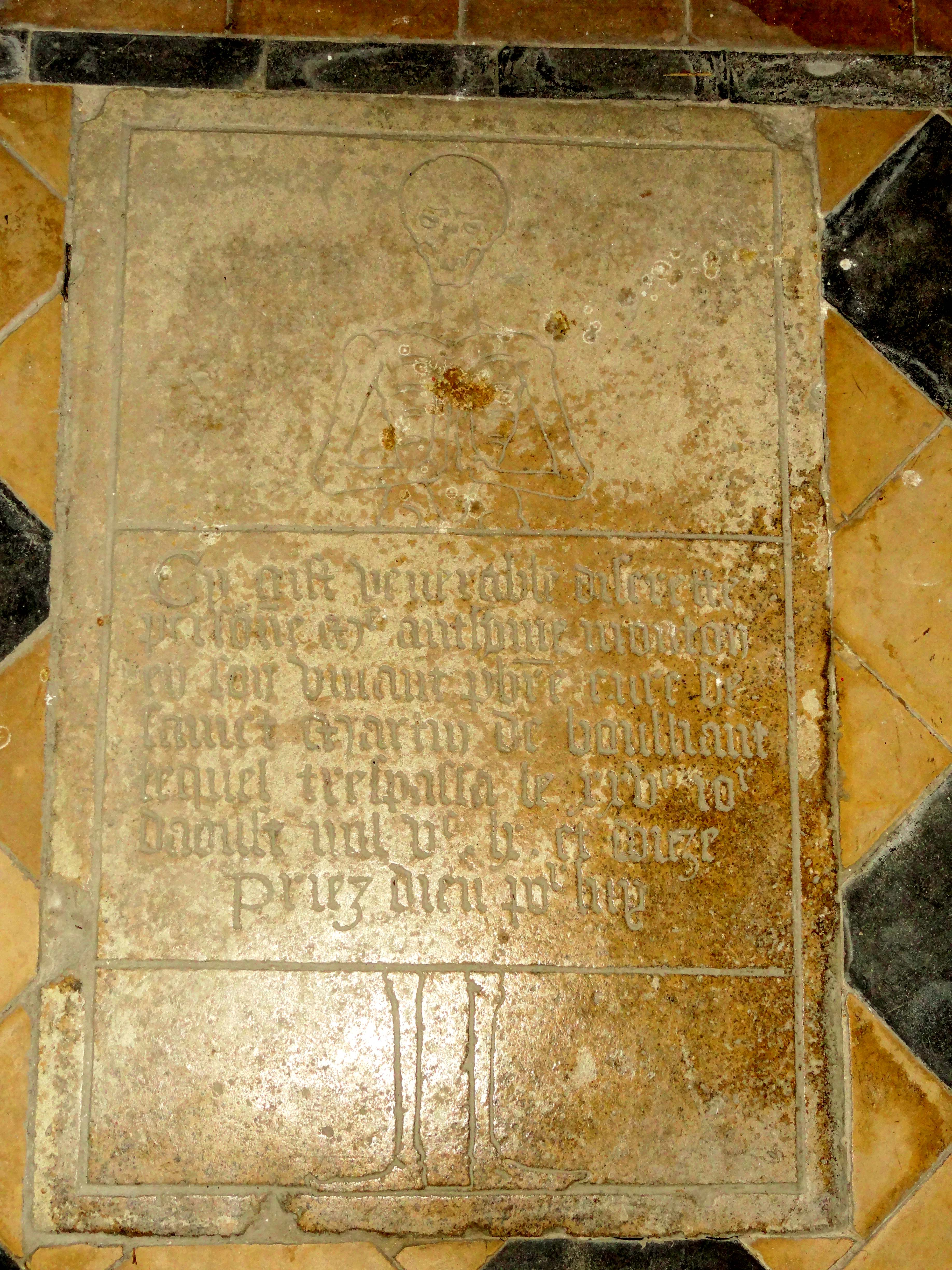
Dalle funéraire d'Antoine Mouton, prêtre.
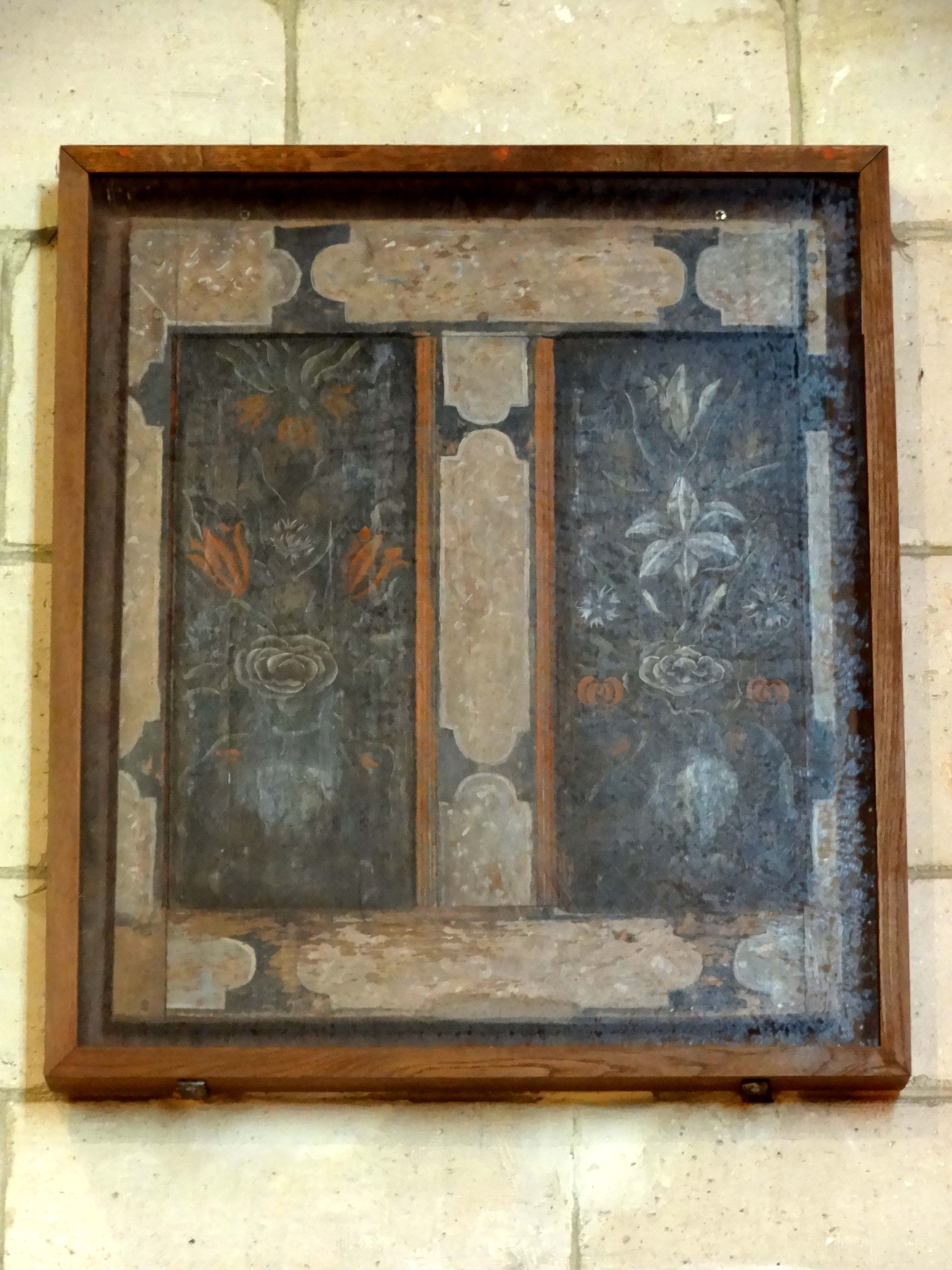
Panneau de confessionnal.
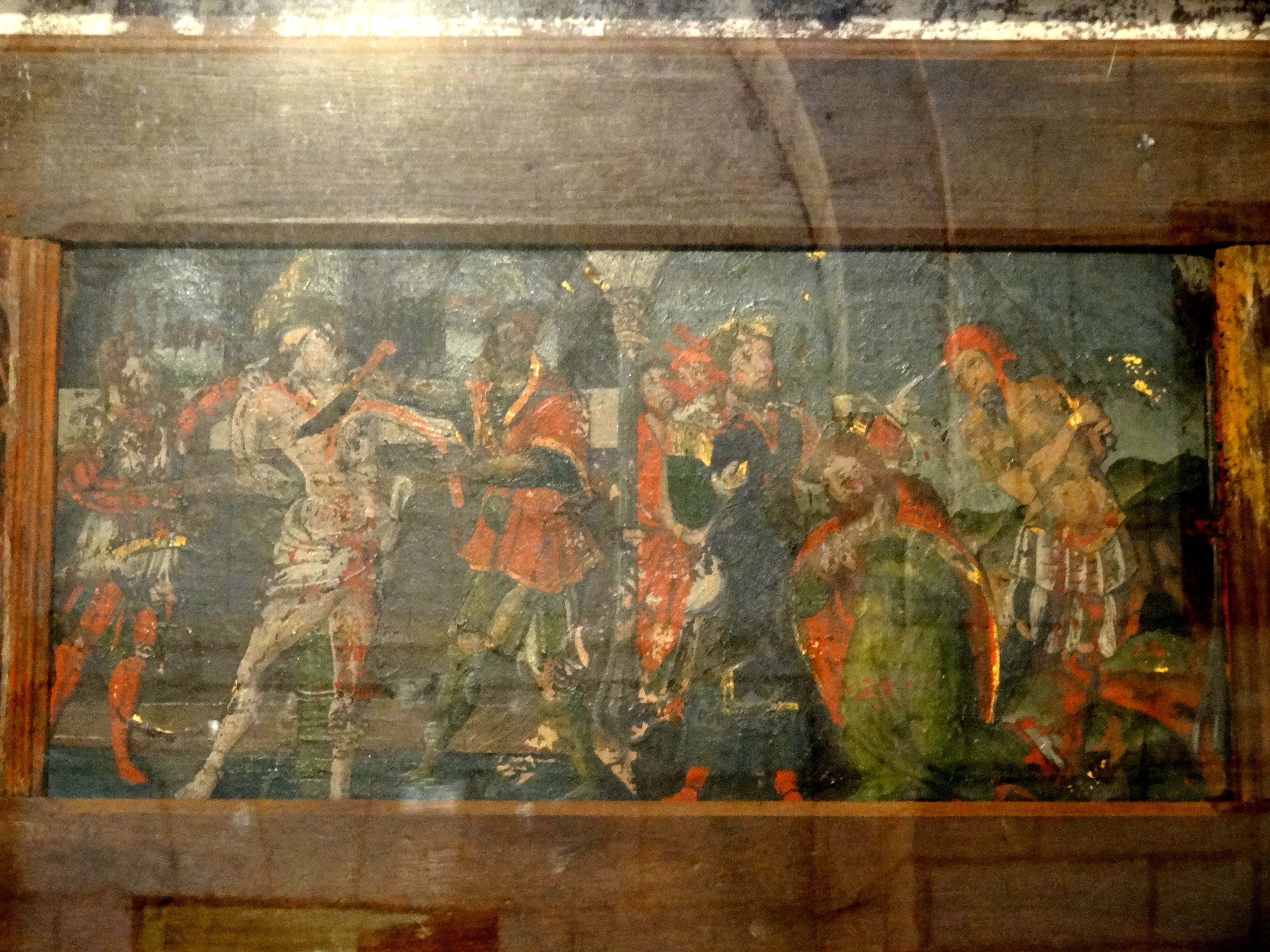
Panneau peint - martyre de saint Barthélémy.
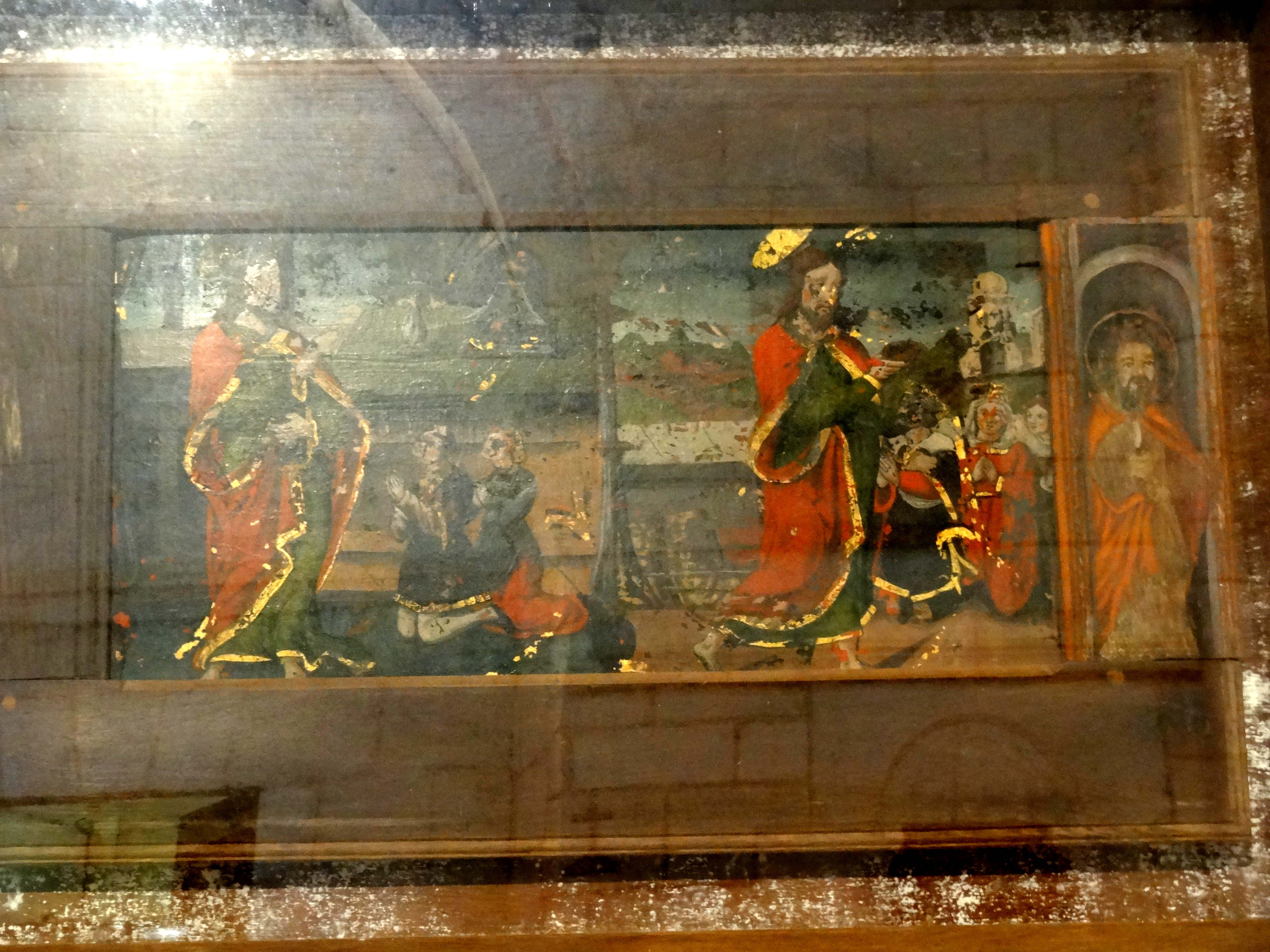
Panneaux peints - saint Louis, saint auréolé.